# Numea
Numea (Nouméa en francés, anteriormente conocida como Port-de-France) es la capital del territorio francés de ultramar Nueva Caledonia y de Provincia Sur. Según el censo de 2004, está poblada por 91.386 habitantes (166.041 si contamos su aglomeración urbana estimada en 2009, conocida como Gran Numea), lo que la convierte en la más poblada del archipiélago y la mayor ciudad francófona de todo el océano Pacífico.
La ciudad, culturalmente europea, posee un gran mestizaje. La mayoría de la población son blancos, principalmente neocaledonios, con una minoría importante de funcionarios y militares franceses que viven en ella temporalmente. Otras minorías importantes son los canacos, los asiáticos y los polinesios.
La palabra Numea es un nombre de origen canaco que reemplaza el antiguo nombre de la ciudad, Port-de-France, debido a su similitud con la ciudad martiniquesa de Fort-de-France.
|  |

## Toponimia
La palabra Numea es un nombre de origen canaco que reemplaza el antiguo nombre de la ciudad, Port-de-France, debido a su similitud con la ciudad martiniqueña de Fort-de-France. Se han formulado varias teorías sobre el origen del nombre de la ciudad. Para algunos proviene de la deformación producida por la mala pronunciación de los europeos de la palabra Dumbea, que hoy en día designa a un río que fluye a la entrada de la península y a una comuna de la Gran Numea. Para otros, su origen viene de las palabras en idioma djubea (perteneciente a la familia de las lenguas canacas) Nu, que significa isla o península (de ahí la isla Nou, ahora Nouville), y Mea, que puede significar 'laguna de peces' o 'propicio para la pesca'.

## Historia

### Historia antigua
Varias excavaciones arqueológicas se han llevado a cabo en la península de Numea, revelando la presencia de asentamientos humanos antes de la llegada de los europeos. La primera serie de excavaciones se llevó a cabo en 1955, por los estadounidenses Edward W. Gifford y Richard Shutler Jr, de la Universidad de California. Se realizó en el sur de la península, relevando la presencia de varios lugares de poblamiento y restos de diferentes tipos, como piedras quemadas, carbón y suelo negro, que indican la presencia de fuego, así como restos humanos correspondientes a enterramientos. Restos parecidos fueron también encontrados en la cercana población de Nouville, pero ninguno ha sido datado con precisión. Una excavación realizada en 1993 en Pointe Magnin, en el extremo sur de la península, durante la construcción de un hotel, permitió a los arqueólogos François y Anne-Marie Semah y Hubert Forestier descubrir restos de viviendas, restos de cocina, capas de cenizas y piezas de alfarería. Se han fechado estos últimos hallazgos alrededor del año 700. En otras partes de la península, como Tina-sur-mer, Ouen Toro y el parque forestal (donde aparecieron restos de un poblado) se encontraron tiestos de cerámica, trozos de conchas y piedras talladas. El análisis de las piezas de alfarería, particularmente las del parque forestal, indican un período más reciente, poco antes de la llegada de los europeos.
Sin embargo, la mayoría de las fuentes militares franceses indican que la península estaba prácticamente deshabitada cuando se fundó Numea, que inicialmente fue llamada Port-de-France, el 25 de junio de 1854. Esta fue una de las razones que llevaron a Tardy de Montravel a elegir ese lugar para construir la ciudad, con la esperanza de tener pocos problemas con la población nativa.

### Formación

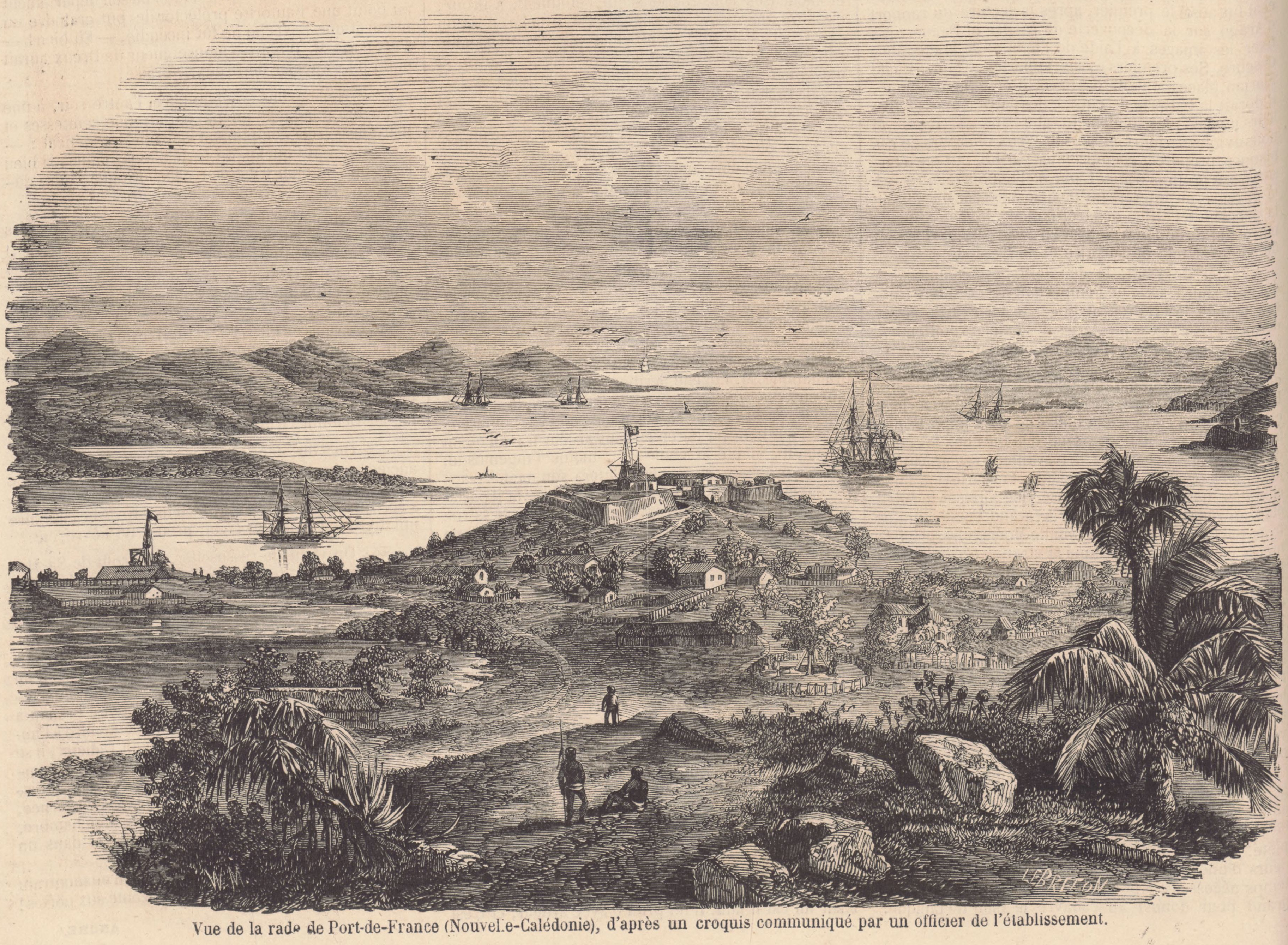
Vista de Port-de-France en el período de asentamiento. Puede verse, en el centro, el Fuerte Constantino.

Después de la toma de posesión por Francia de Nueva Caledonia el 24 de septiembre de 1853, la nueva administración colonial buscó un sitio que estuviese protegido y que gozara de una buena rada con el fin de crear allí un puesto militar y de hacerlo capital de la isla. Finalmente, fue el capitán Tardy de Montravel (cuyo nombre lleva actualmente uno de los barrios de la ciudad), quien halló el sitio ideal, protegido de los vientos dominantes y de cara a un importante paso en el arrecife, sobre una península en el sudoeste de la Grande Terre. Así, el 25 de junio de 1854, Numea fue fundada bajo el nombre de Port-de-France. En 1866 los franceses empezaron a utilizar el nombre melanesio de la localidad, para prevenir que sea confundida con Fort-de-France. En sus comienzos, el asentamiento consistía en una simple guarnición de militares concentrados en torno al Fuerte Constantino (el emplazamiento donde actualmente se halla el Hospital Gaston-Bourret).
En 1855, Paul Coffyn, jefe del batallón de ingeniería, confeccionó un primer plan de urbanismo. Él propuso el enrasamiento de un montículo de tierra y rocas de una quincena de metros de altura, llamada acolla Conneau,
con el fin de habilitar el puerto, mientras que la tierra de los desmontes así obtenida era usada para sanear los pantanos vecinos.
Los primeros terraplanados se efectuaron en 1857 al pie del Fuerte Constantino para construir las primeras infraestructuras coloniales, y en 1858 fue tomada la decisión final del enrasado de la colina Conneau. La obra se prolongaría durante aproximadamente 20 años apoyándose ampliamente, a partir de 1869, en mano de obra penal, empleando en total cercano a 300 transportados. La obra comprendía entonces, a partir de los cascajos salidos del cerrillo, la habilitación de un dique que fuese desde el lugar conocido como Cap-Horn (hoy Cerrillo de la Catedral) hasta el cerrillo Conneau, para cerrar así el perímetro sobre el que sería edificado el futuro centro de la ciudad, y el acondicionamiento de varias zonas pantanosas.
Más tarde, la ciudad conocería muchas olas sucesivas de construcción sobre nuevos espacios ganados al mar.
El 26 de junio de 1859, Port-de-France se convirtió por primera vez en una comuna por decisión del Alto Comisariado de Nueva Caledonia. El alcalde y el cuerpo municipal de once miembros fueron nombrados por la autoridad superior de la colonia. Esta primera experiencia fue efímera, puesto que la institución municipal fue disuelta el 21 de julio de 1860. Reaparecería, esta vez de modo definitivo, en 1874, y se trataba una vez más de un cuerpo municipal, con 12 miembros, nombrados por la autoridad superior; pero en 1878, una decisión de la Cámara de diputados de Francia decidió transformarlo en un consejo municipal, electo por primera vez en 1879 De todas formas, el alcalde siguió siendo nombrado por el gobernador de la colonial hasta el 17 de junio de 1882
Entre 1864 y 1897, Numea sirvió como colonia penal. Los prisioneros construyeron la catedral de San José de Numea durante ese período.
Desde el descubrimiento de níquel en 1897, la economía de Numea se ha centrado principalmente en la extracción de este mineral. Inicialmente la población de Numea se encontraba dispersa geográficamente, pero para 1927 se había convertido en un pequeño pueblo de diez mil habitantes.

### El presidio
La ciudad se desarrollaría lentamente con la llegada de los colonos, de negociantes, pero sobre todo por la presencia de 1864 a 1895 del presidio sobre la Isla de Nou en la rada de la capital y luego en la península de Ducos. Para evitar toda confusión con la ciudad de Fort-de-France, en la también colonia francesa de Martinica, se cambió el nombre de la ciudad por Numea el 2 de junio de 1866. La llegada de presidiarios proveyó de mano de obra gratuita a la colonia para la realización de grandes trabajos, como la saneamiento de los terrenos pantanosos de la península (bahía del Orfanato, barrio latino); el enrasado del cerrillo Conneau, entre 1875 y 1877, que le dio nacimiento al actual centro de la ciudad; la construcción de caminos; el acondicionamiento del puerto; y la realización de las conducciones y de las canalizaciones que permitirían a la pequeña ciudad abastecerse de agua dulce. Más adelante Numea se modernizó, con la llegada de la iluminación pública a gas en 1886, la primera red telefónica y el primer servicio de transporte público. El primer automóvil llegó a la isla en 1901, y de 1914 a 1939 Numea estuvo enlazada a la comuna de Païta por el único ferrocarril en Nueva Caledonia («le petit train de la mine» o «el pequeño tren de la mina»). La estación fue construida en el norte de la ciudad donde se halla hoy día la esquina de las calles rue E. Unger y rue d'Austerlitz.

### El níquel
Después de que el presidio fuera clausurado en 1894, fue la explotación del níquel la que le dio un segundo impulso a la capital. La explotación de este mineral le confirió el papel de capital económica del territorio, sobre todo al descubrirse que este reforzaba de manera notable la capacidad de resistencia del acero. La producción y la transformación de níquel convirtió a Numea en un puesto estratégico para Francia a comienzos del siglo XX, en el contexto de la carrera armamentista previa a la Primera Guerra Mundial; y fue así creada la fábrica de Doniambo en Numea en 1909, que concentraba toda la producción de níquel de la colonia. Durante el período de entreguerras, Numea se extendió progresivamente sobre la totalidad de la península, mas fue duramente afectada por la crisis económica de los años 1930.

### Segunda Guerra Mundial

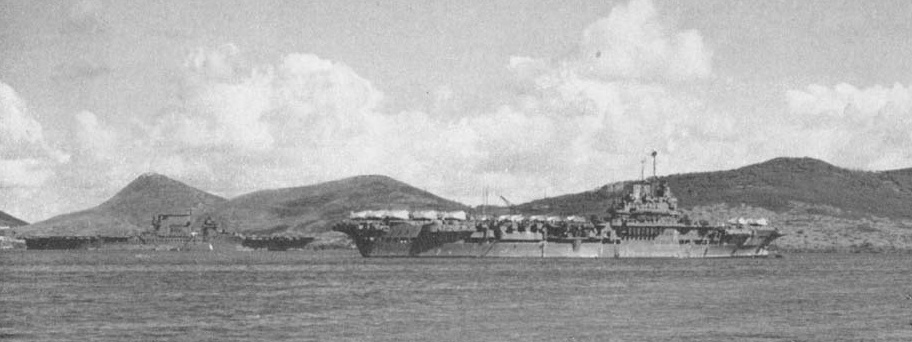
Los portaaviones USS Saratoga (CV-3) y HMS Victorious (R38) cerca de Numea en 1943.

Durante la Segunda Guerra Mundial Nueva Caledonia permaneció fiel a la Francia Libre. Tras el ataque a Pearl Harbor por los japoneses el 7 de diciembre de 1941, el gobierno de los Estados Unidos decidió convertir Nueva Caledonia en una base de repostaje; la isla se convirtió en la principal base de operaciones del Ejército de los Estados Unidos en el Pacífico y Numea en el cuartel general del almirante Robert L. Ghromley. Este fue el comandante en jefe de la Operación Atalaya, con la que se inició la batalla de Guadalcanal. Aunque la estrategia japonesa proyectaba la invasión de Nueva Caledonia, los combates en la islas Salomón mantuvieron ocupados a los nipones en el norte, y el puerto brindó protección numerosas veces a convoyes aliados. La llegada de las tropas estadounidenses, en marzo de 1942, saturó el puerto, llegando a contabilizarse 86 navíos en un determinado momento, aunque la capacidad máxima del mismo era de 24 barcos. Además, en Numea se formaron batallones de neocaledonios, que participaron en la campaña de África del Norte y en la liberación de Francia.
Los militares llevaron consigo la modernidad y marcaron profundamente a los caledonios. Varios barrios de Numea conservan huellas de esta presencia en su toponimia: Receiving y Motor Pool son nombres heredados de antiguas zonas militares. Después de la guerra, varios caledonios enviaron cartas a Washington solicitando la incorporación de Nueva Caledonia a Estados Unidos como Estado.[cita requerida]

### Elboomdel níquel
La presencia del ejército estadounidense impulsó la economía, que alcanzó su pico en la década de los 60, denominada la época del boom del níquel. Su extracción permitió a la isla prosperar económicamente, y sobre todo fue Numea quien más se benefició de los beneficios derivados de esta explotación gracias a la presencia de la fábrica SLN de Doniambo. Como consecuencia, el crecimiento de la población se aceleró, y muchos ciudadanos de Francia, de Wallis y Futuna y de Vanuatu, se instalaron en Numea atraídos por el aumento del precio del níquel. Asimismo la ciudad sufrió una expansión frenética y caótica, con la construcción de torres copiadas de los grandes conjuntos urbanos metropolitanos: Montravel, Saint-Quentin, Magenta...
Desde 1947, Numea ha sido sede del Cuartel General del Secretariado de la Comunidad del Pacífico.
Durante muchos años, Numea fue apodada la «ciudad blanca», a causa del alto número de habitantes de personas de ascendencia europea en la misma. Esto empezó a cambiar en la década de los 80, debido a la migración de canacos desde las zonas rurales a la capital.

### Los eventos
Pero la crisis económica mundial, ligada a la crisis del petróleo de 1973, tocó también a Nueva Caledonia; que tendría que enfrentar también una brutal crisis política y étnica durante los años 1980, que enfrentaría al Frente de Liberación Canaco y Socialista, formado por las filas independentistas, contra los lealistas. Numea devino en el baluarte de los anti-independentistas y escapó un tiempo a los enfrentamientos que se desarrollaron sobre todo en la selva. No obstante, luego del asesinato de Yves Tual, un joven caldoche o neocaledonio de origen europeo de 17 años, cuya familia estuvo presente en el Territorio desde largas generaciones, a manos de los melanesios, el 11 de enero de 1985, sucesos violentos tuvieron lugar en la ciudad. Los comercios de los líderes independentistas numeanos fueron víctimas del pillaje y algunos fueron incendiados (la farmacia del antiguo diputado Maurice Lenormand, la estación de servicio Dang, etc.). La situación no se calmó hasta después de la firma de los Acuerdos de Matignon.

### Historia reciente
A partir de los años 1990, el alcalde Jean Lèques inició una política de renovación de la ciudad. Como parte de ella, se rehabilitaron varios barrios desfavorecidos como Rivière-Salée y Ducos, situados al norte de la ciudad, o Vallée-du-Tir. La Plaza de los cocoteros fue completamente transformada: los monumentos antiguos de la plaza, como la Fontaine Céleste, el Quiosco de la Música y el antiguo Ayuntamiento (que se convirtió en un museo) fueron renovados, y la explanada fue adornada con muchos cocoteros. El paseo marítimo también fue remodelado, se crearon grandes paseos peatonales y rutas ciclistas, así como un puerto deportivo. Desde el comienzo del siglo XXI, el municipio se ha embarcado en un nuevo proyecto para transformar la bahía del sur de la península en un gran centro turístico, una Costa Azul caledonia con hoteles de lujo, restaurantes y una alta concentración de bares y clubes de noche.
El 5 de mayo de 1998, se firmó el Acuerdo de Numea, entre el gobierno francés, el Partido por Caledonia en la República y el Frente de Liberación Nacional Canaco Socialista. Debido a este tratado, los neocaledonios podrán elegir entre el 2013 y 2018 si desean independizarse de la República Francesa.
Entre 2001 y 2003, Saint Louis, un suburbio de Numea, fue escenario de enfrentamientos étnicos entre los canacos y los wallisianos por el control del mismo. Como resultado, dos personas murieron y la comunidad wallisiana fue trasladada a otro lugar de la ciudad. En los años 2005 y 2006 surgieron nuevos brotes de violencia étnica en Dumbea.
En los inicios de 2009, Numea fue el epicentro de un brote de dengue; unos mil casos se presentaron en toda el archipiélago.

## Geografía

### Localización

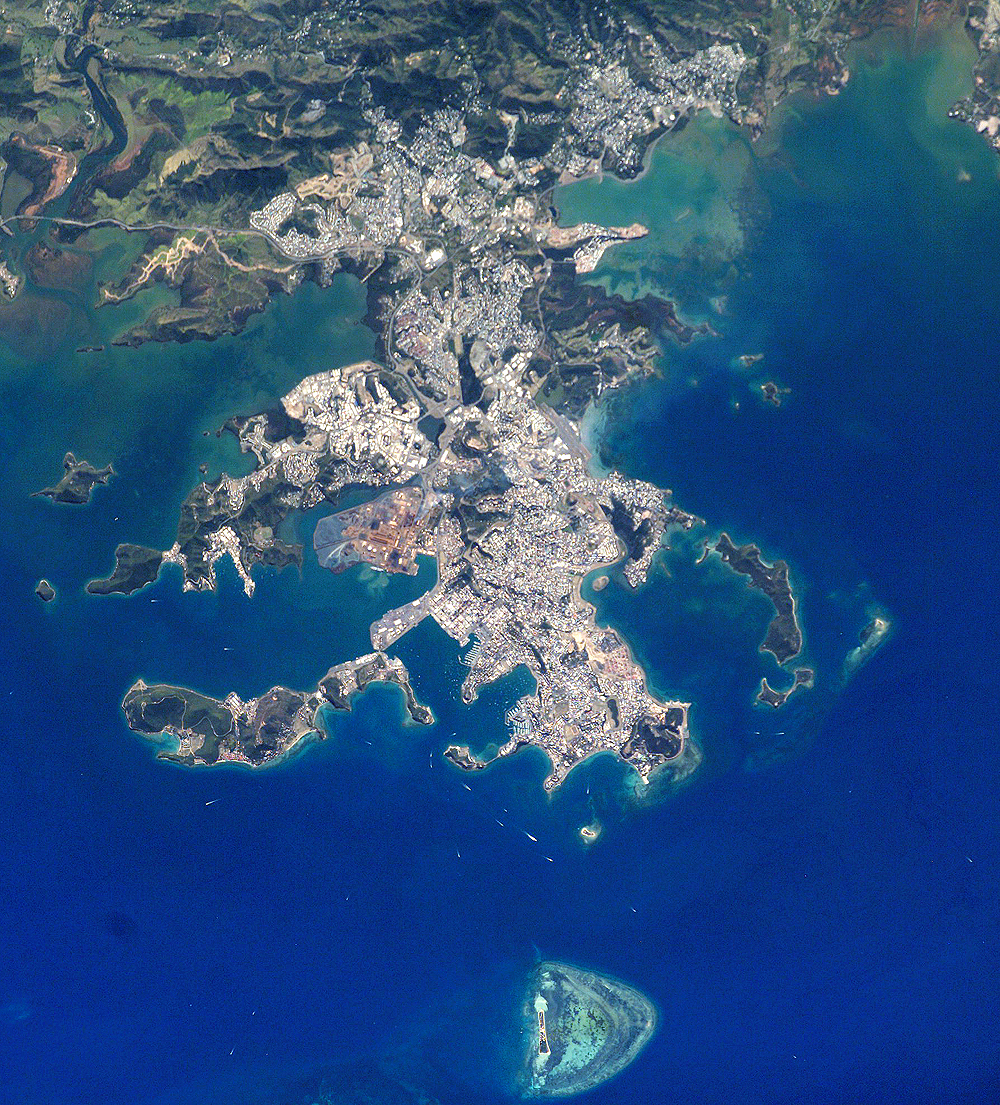
Imagen satelital de Numea.

La ciudad está situada en una irregular península montañosa, cerca del extremo sureste de Nueva Caledonia, en el suroeste del océano Pacífico. No posee fuentes cercanas de agua dulce, por lo que el agua debe bombearse desde los ríos Yahoué y Dumbea.

### Geomorfología y formaciones geológicas
Numea está situada sobre una península en el extremo sudoeste de Nueva Caledonia. Su terreno está compuesto principalmente de flyschs sedimentarios, datados una importante fracción desde el Priaboniense hasta el Eoceno medio, asociados a algunas napas geológicas o klippes, de rocas siliciosas o calcáreas, así como algunos islotes más antiguos remontantes al Senoniano y por lo tanto al Cretácico, (autor de la Bahía de los Limones al sudoeste de la península, Tina al nordeste, la importante mayoría de los terrenos de las comunas del Gran Numea son de esta era, con una larga banda litoral de terrenos volcano-sedimentarios del Lias (Jurásico), autor de la embocadura del Río Dumbea
La ciudad dispone de un relieve accidentado, constituido por muchas colinas (Ouen Toro, Montravel, Monte Coffyn, Monte Venus, etc.), siendo el punto más alto de la isla el monte Montravel, a 167 m sobre el nivel del mar.
Su particularidad es que el centro de la ciudad y algunos de sus barrios, (como la zona industria de Ducos), están esencialmente construidos sobre terraplenes y pólderes, realizados luego del desecado de diferentes humedales costeros en el siglo XIX (como el centro de la ciudad de 1855 a 1872, el barrio latino y el de Montravel en 1872), o bien se emplazan sobre los terrenos recientemente ganados al mar. La isla de Nou, uno de los antiguos sitios del Presidio de Nueva Caledonia, se transformó en una península artificial renombrada Nouville, después de la construcción de terraplenes y un puente que une el puerto a la isla durante la década de 1970 y el período conocido como el «boom del níquel».

### Litoral e hidrografía

#### Litoral
La costa donde se sitúa Numea forma una sucesión de bahías que ofrecen un abanico de actividades: ya sea el bañado (asa Vata, bahía de los Limones, bahía de Magenta, o la asa del Kuendu en el extremo oeste de Nouville), la recreación (bahía del Orfanato y de la Moselle), turística (pequeña reada y Muelle Jules-Ferry) o comercial e industrial (gran rada). De la misma manera la parte más importante de la costa occidental de la Grande Terre, el litoral numeano estaba esencialmente constituido de manglares, pero se estima hoy en día que del 23 al 26% de ella fue destruida desde 1960 en razón de la urbanización. Existe no obstante ciertas zonas de manglares aún, como en el fondo de la bahía de Santa María al sudeste, en la parte trasera de la zona industrial, en Rivière-Salée o en Tina.

#### Dominio público marítimo

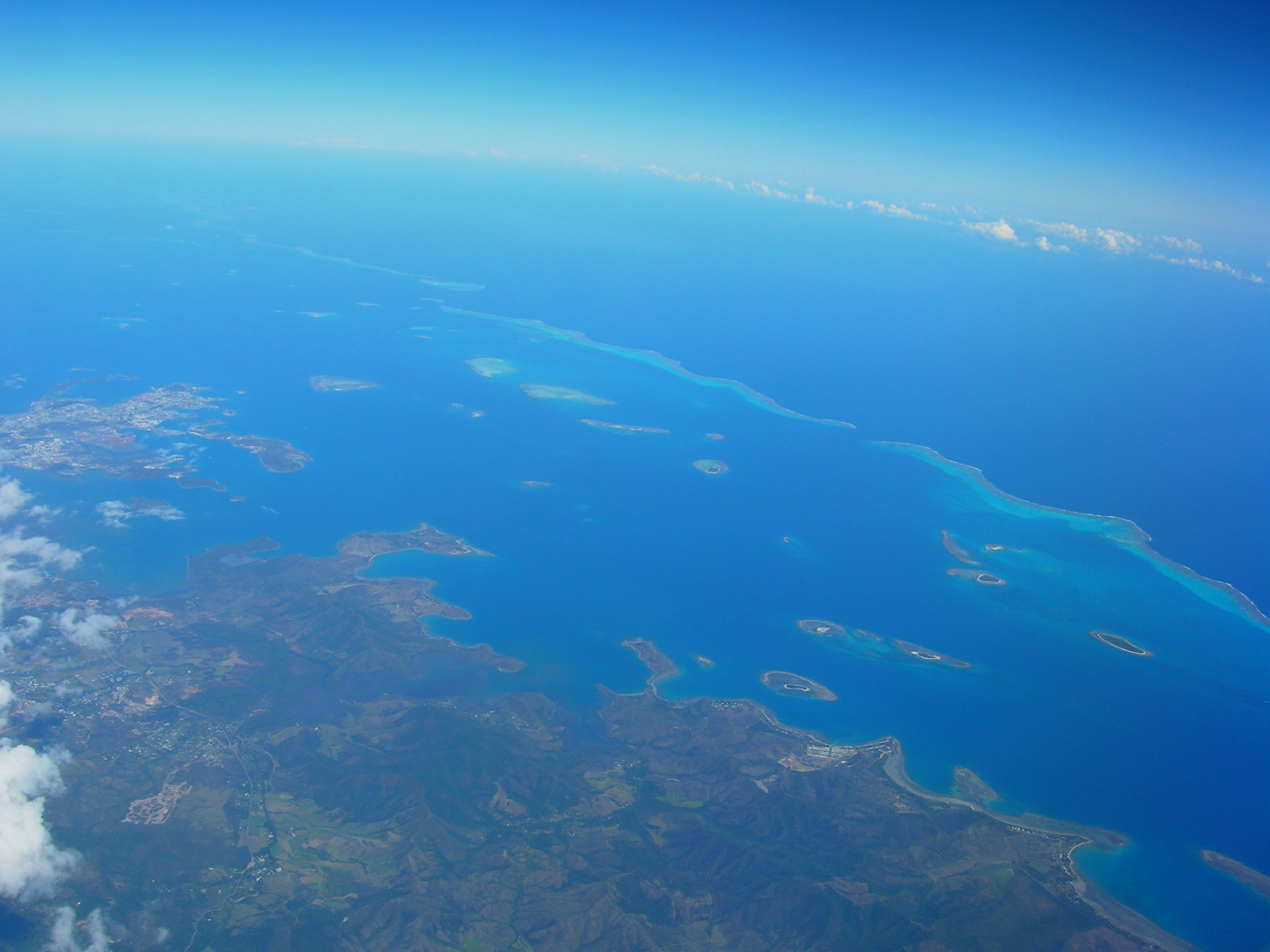
Vista aérea de la costa de Numea.

El dominio público marítimo comunal comprende numerosos islotes a lo largo de la península. El más importante de entre los cuales es, por su superficie, lo que hace mucho era la isla de Nou, transformada en una semipenínsula artificial por la construcción de pólderes y de un puente. En lo sucesivo, el islote más vasto de la comuna es el de Santa María (llamado también «Grand Sainte-Marie» (Gran Santa María) o la isla N'géa) que constituye el límite de la bahía del mismo nombre. El litoral numeano está de esta forma rodeado de un rosario de islas e islotes costeros:
- El islote Lasalle, a lo largo de la península de Tina, al nordeste.
- Los islotes Fourmis, que comprenden el Petit Fourmi (o islote Kuru) y el Grand Fourmi (o islote Tué), a lo largo de la bahía de Magenta, al este.
- Los islote Santa María, que encadran la bahía del mismo nombre al sudeste. Sistema constado por el islote Santa María, el islote Uéré (o Petit Saint-Marie, y el más pequeño, el islote de N'do. El islote de Santa María, bastante grande, ofrece muchas playas que sirve de lugar de acampada o de almuerzo para los numeanos, y notablemente para los alumnos de la base náutica de la costa blanca, al otro lado de la bahía. El islote Uéré posee una única plata en una pequeña asa que sirve de lugar de remojo a los barcos de recreación y es a su vez frecuentado por las motos de agua o jetskis.
- El islote Pato o isla de los Patos a la entrada de la Asa Vata, al sur. Accesible por medio de los «bateaux-taxis» (literalmente barcos-taxis), pequeñas naves marítimas que parten de la playa de la asa, así como mediante vela, este islote cuenta con un faro, que también sirve de restaurante, y un sendero submarino que se usa para el descubrimiento y la sensibilización de la protección de la naturaleza.[25]
- El islote Brun, a lo largo de la Punta Chaleix ( a la cual está en lo sucesivo enlazado por un puente) con la que forma el terreno de la base naval militar de Numea. El cierra la bahía del Orfanato, al oeste.
- La isla Nou, devenida en la península artificial de Nouville.
- El islote Freycinet, a lo largo de la punta Lestelle y del barrui de Koumourou, que constituye el límite este de la península de Ducos.
- Los islotes Tomdi y Kaméré, a la entrada de la bahía de Tindu, al norte de Ducos y al noroeste de la ciudad.

A estos hace falta agregarse los islotes coralinos de la laguna, más alejados hacia el sur, más o menos acondicionados y sitio concurrido por los deportistas numeanos para las salidas de una jornada o por los practicantes de los deportes de deslizamiento (plancha a vela, funboard o kitesurf), que son:
- El islote Maître, a 4 millas[26] (aproximadamente 7,5 km) al sudoeste del Port Moselle y a 2,5 (aproximadamente 4,5 km) de la Asa Vata, en la alineación del islote Canard. Dotado de un hotel (este es el único islote numeano en poseer uno), está decorado con un arrecife de coral de 1 milla de largo entre el islote y su baliza.
- El islote Señal, a 8 millas (aproximadamente 15 km) al oeste del Port Moselle, es el sitio donde fue instalado la primera baliza de Port-de-France y está situada a la salida del paseo de Dumbéa, uno de los principales puntos de entrada de los navíos en la laguna neocaledonia, entre el arrecife de Aníbal al noroeste y el gran arrecife Aboré al sudeste.
- El islote Larégnère, a aproximadamente 7 millas (o 13 km) al oeste del sudoeste de Port Moselle.

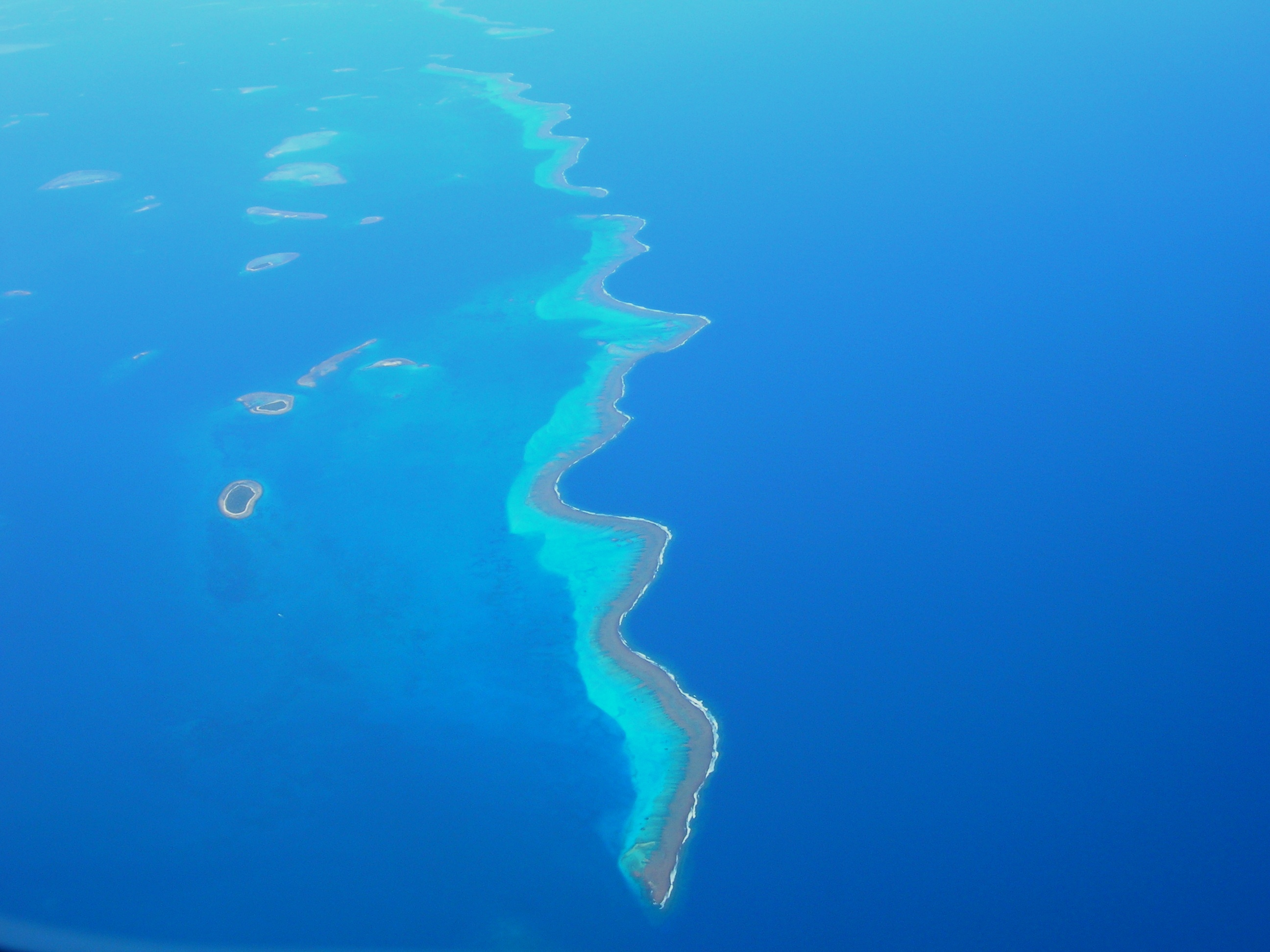
Arrecife de coral en la costa numeana.

- El arrecife Crouy, a veces llamado islote Crouy, arrecife de coral emergido que forma una pequeña laguna interior, a 6,5 millas (o 12 km) al sudoeste del Port Moselle.
- El islote Goéland, a 6,7 millas (o 12,5 km) al sur del sudsudoeste de Por Moselle. y a 5,7 millas o 10, 5 km al sudoeste de la Asa Vata. Este islote es un importante sitio de nidificación de la esterna de Dougall (especie de la que el 10% mundial habita en Nueva Caledonia), y es entonces cerrado al público entre noviembre y febrero.[27]
- El islote Amédée, importante sitio turístico debido a su faro, a un poco menos de 13 millas ( o bien 24 km) al sudsudeste del Port Moselle y a 10,5 millas al sur de la Asa Vata. Se sitúa a la entrada del paseo de Boulari, uno de los principales puntos de entrada en la laguna neocaledonia y del que el garo protege la entrada, entre el Gran Arrecife Aboré al noroeste y al arrecife Kwé al sur.

Todos estos islotes forman espacios protegidos, o reservas especiales. En 1989 se creó el parque de la laguna sur, que comprende las reservas oceánicas existentes desde 1981 de los islotes Maître y Amédée (a la que se le añade el arrecife Aboré y el paseo de Boulari) ai, emtadas de mievas reservas de los islotes Señal, Larégnèr y la isla de los Canards, así como el islote Bailly situado en el dominio oceánico comunal de Mont-Dore. Finalmente, han sido añadidas las reservas de los restos del Humbold (barco naufragado en el arrecife de Aníbal, cerca del paseo de Dumbea) en 1996 y de la punta Kuendu (en el extremo oeste de Nouville) en 1998. En estos sitios, que forman la mayor área de protección oceánica de Nueva Caledonia con sus 177,36 km, está prohibida la caza, así como la pesca altamar, de bastón, o submarina, así como la cosecha, el levantamiento, el desplazamiento y la recolección de todo coral o concha.
Además, dos reservas especiales de fauna han sido definidas el dominio marítimo de Numea: la del islote Goéland, creada en 1995 en razón de la nidificación de las esternas de Sougall, y la del arrecife de Sèche-Croissant, situada entre los islotes Larégnère al oeste y Maître al este, a aproximadamente 5 millas oceánicas (o 9 km) al sudoeste de Port Moselle, creado en 1994 debido a ser el lugar de nidificación para las esternas diamante.

#### Hidrografía
La red hidrográfica es casi inexistente en la península. Por otro lado, esta está situada entre los valles de Yahoué al sudeste (en la comuna de Mont-Dore) y las más importante, al noroeste, de la Dumbéa (en la comuna del mismo nombre) o la Tontouta (sobre el territorio de la comuna de Paita). Numea debió pues, a lo largo de toda su historia, abastecerse de agua dulce a partir de estos 2 estanques hidrográficos. Así, en 1875 comenzaron los trabajos de construcción de una captación sobre Yahoué al igual que la de más de 12 km de zanjas para la conducción del agua hasta la ciudad, el conjunto fue inaugurado el 2 de enero de 1877

Pero las necesidades de Numea se transformaron muy pronto en demasiado notables como para la infraestructura que existía hasta entonces y pronto una presa fue construida por encima de Dumbéa, los trabajos comenzaron en abril de 1892 y finalizaron en marzo de 1894. Se trataba de una presa con filtro y estanque de regulación, mientras que la canalización, inaugurada en 1895, tenía una longitud de 29 km, estaba constituida por un tubo de 4 dm de diámetro con un despacho de 65 L por segundo.
Un segundo sistema de conducta fue habilitado en 1933, y, para paliar el excesivo consumo de agua entre 1942 y 1946, ligada a la presencia de las tropas estadounidenses en Nueva Caledonia, la primera red de bombas y depósitos fue instalada en 1942, mientras que los campos eran abastecidos por camiones cisternas.
Esta primera presa fue reemplazada por una segunda construida entre 1951 y 1953 sobre el brazo este de Dumbéa, luego sobreelevado en 1971-1972, lo que permitía ostentar una reserva de agua de 650 000 m³ y de alimentar la totalidad de las comunas de Dumbéa y Numea así como la usina SLN de Doniambo. El primer sistema de conducción, de 50 cm de diámetro, siguió la línea del ferrocarril Numea-Paita ( llamado también «Petit train de la mine» o Pequeño tren de la mina)y era abastecido vía la estación del Mt Té, y la segunda, habilitada a partir de 1971, poseía un diámetro de 1 m, beneficiándose en sus orígenes de 2 estaciones de bombeo. La presa de Dumbéa era gerencia en concesión por la Calédonienne des eaux, filial del grupo Suez.
Finalmente, para responder a la explosión urbana en la aglomeración urbana y paliar los figerentes períodos de sequedad estivales, las comunas del Gran Numea lanzaron en conjunto, en 1998, la construcción de un «Grand Tuyau» (Gran tubo) de 46 metros de largo y más de un metro de diámetro, enviando el agua desde las estaciones de bombeo por pozo de perforación sobre el curso subterráneo del río de Tontouta, este «gran tubo» está instalado a partir de 2000 a lo largo de la RT1, gran ruta de la Costa oeste de la Grande Terre, y de la vía rápida 2.
Esta obra es gerenciada por la Sociedad anónima de las aguas de Tontouta (SADET), filial de la Calédonienne des eaux y por lo tanto del grupo Suez.
Estos diferentes equipamientos han permitido a Numea poseer la mejor tasa de acceso al agua potable en toda Nueva Caledonia, puesto que en 2004 99,6% de los hogares poseían una alimentación individual. El consumo de agua de la capital es particularmente fuerte: los numeanos bebieron así, por día 12.307 de m³ en 2006, sobre 27.340 abonados ( lo que resulta un consumo por abonado de 0,45 m³ de agua por día = 450 L /día). El mismo año, el Gran Numea en conjunto consumió 4.492.055 de m³ de esa sustancia.

### Clima
Protegida en parte de los vientos dominantes (al sudeste: los alisos tropicales) por su situación en la costa oeste de la Grande Tettre, la ciudad dispone igualmente de una rada profunda a la cual se accede por los pasos más grandes en el arrecife de coral.
Goza a su vez de una exposición al sol particularmente importante, con una insolación calculada en 2 408,6 horas en 2006. El sol es aquí uno de los más fuertes de un territorio francés, y es así mismo en Numea que el brillo diario más fuerte de la isla padeció en 2006 con 3 177 J / por cm² el 14 de enero. El flujo solar máximo diario sobrepasa los 1130 W/m ² a principios del año.
El clima, tropical, es uno de los más clementes del Territorio: no es aquí que se registran las temperaturas máximas y mínimas más extremas, ni las precipitaciones más fuertes. Así, la media de precipitaciones por año (basada en el período 1966-1995) es de 1072 mm, los meses más lluviosos (con una media de más de 100 mm) eran enero, febrero y marzo (el «período de los ciclones» durante la estación cálida y junio (período de lluvias durante la estación fresca) según Météo France. La temperatura media es por su parte de 26 °C durante la estación cálida (diciembre, enero, febrero, marzo con temperaturas máximas excediendo los 30 °C) y de 20° para la estación fresca (julio, agosto, con temperaturas mínimas de 17° en algunas mañanas temprano), siempre según Météo France. Los récords de temperatura registrados en Numea fueron de 37° para los máximos y de 14° para los mínimos.
Numea está sujeta, al igual que el resto de Nueva Caledonia, a las tempestades tropicales que van desde una simple depresión tropical hasta el ciclón. El último fue el Érica en 2003, que provocó importantes desgastes dada la fuerza de sus vientos y su aceleración súbita ¿que tomó desprevenidos a los meteorólogos?: en Numea muchos árboles fueron arrancados, a los que se sumaron numerosos desgastes materiales (una media luna proveniente de la Segunda Guerra Mundial fue literalmente barrida, el tejado de la universidad se despegó, etc.), 230 personas tuvieron que pedir asilo en 3 centros de alojamiento (Nouville, Asa Vata y Rivière-Salée), pero afortunadamente la tempestad no cobró ninguna víctima humana. Además, Numea fue la única comuna del Territorio en no sufrir un corte de agua potable. En cambio, los numerosos veleros de recreación, mojados en las diferentes bahías de Numea fueron suspendidos a causa de los violentos vientos y del fuerte oleaje sobre los diques del puerto.
| Parámetros climáticos promedio de Numea, Nueva Caledonia (1981-2010) | Parámetros climáticos promedio de Numea, Nueva Caledonia (1981-2010) | Parámetros climáticos promedio de Numea, Nueva Caledonia (1981-2010) | Parámetros climáticos promedio de Numea, Nueva Caledonia (1981-2010) | Parámetros climáticos promedio de Numea, Nueva Caledonia (1981-2010) | Parámetros climáticos promedio de Numea, Nueva Caledonia (1981-2010) | Parámetros climáticos promedio de Numea, Nueva Caledonia (1981-2010) | Parámetros climáticos promedio de Numea, Nueva Caledonia (1981-2010) | Parámetros climáticos promedio de Numea, Nueva Caledonia (1981-2010) | Parámetros climáticos promedio de Numea, Nueva Caledonia (1981-2010) | Parámetros climáticos promedio de Numea, Nueva Caledonia (1981-2010) | Parámetros climáticos promedio de Numea, Nueva Caledonia (1981-2010) | Parámetros climáticos promedio de Numea, Nueva Caledonia (1981-2010) | Parámetros climáticos promedio de Numea, Nueva Caledonia (1981-2010) |
| Mes                                                                  | Ene.                                                                 | Feb.                                                                 | Mar.                                                                 | Abr.                                                                 | May.                                                                 | Jun.                                                                 | Jul.                                                                 | Ago.                                                                 | Sep.                                                                 | Oct.                                                                 | Nov.                                                                 | Dic.                                                                 | Anual                                                                |
| -------------------------------------------------------------------- | -------------------------------------------------------------------- | -------------------------------------------------------------------- | -------------------------------------------------------------------- | -------------------------------------------------------------------- | -------------------------------------------------------------------- | -------------------------------------------------------------------- | -------------------------------------------------------------------- | -------------------------------------------------------------------- | -------------------------------------------------------------------- | -------------------------------------------------------------------- | -------------------------------------------------------------------- | -------------------------------------------------------------------- | -------------------------------------------------------------------- |
| Temp. máx. abs. (°C)                                                 | 36.8                                                                 | 36.4                                                                 | 36.4                                                                 | 33.2                                                                 | 32.7                                                                 | 30.7                                                                 | 30.9                                                                 | 31.7                                                                 | 33.0                                                                 | 32.3                                                                 | 34.9                                                                 | 35.7                                                                 | 36.4                                                                 |
| Temp. máx. media (°C)                                                | 29.6                                                                 | 29.7                                                                 | 28.7                                                                 | 27.4                                                                 | 25.7                                                                 | 24.1                                                                 | 23.3                                                                 | 23.3                                                                 | 24.7                                                                 | 26.2                                                                 | 27.4                                                                 | 29.0                                                                 | 26.6                                                                 |
| Temp. media (°C)                                                     | 26.4                                                                 | 26.7                                                                 | 25.9                                                                 | 24.6                                                                 | 22.9                                                                 | 21.4                                                                 | 20.4                                                                 | 20.3                                                                 | 21.4                                                                 | 22.8                                                                 | 24.1                                                                 | 25.6                                                                 | 23.5                                                                 |
| Temp. mín. media (°C)                                                | 23.3                                                                 | 23.7                                                                 | 23.1                                                                 | 21.8                                                                 | 20.1                                                                 | 18.7                                                                 | 17.4                                                                 | 17.3                                                                 | 18.1                                                                 | 19.5                                                                 | 20.8                                                                 | 22.3                                                                 | 20.5                                                                 |
| Temp. mín. abs. (°C)                                                 | 18.6                                                                 | 19.0                                                                 | 18.8                                                                 | 16.7                                                                 | 15.7                                                                 | 13.6                                                                 | 13.5                                                                 | 13.2                                                                 | 13.3                                                                 | 14.2                                                                 | 15.2                                                                 | 17.8                                                                 | 13.2                                                                 |
| Precipitación total (mm)                                             | 111.8                                                                | 129.7                                                                | 168.3                                                                | 109.6                                                                | 91.9                                                                 | 99.8                                                                 | 67.1                                                                 | 72.3                                                                 | 39.2                                                                 | 45.8                                                                 | 55.6                                                                 | 78.9                                                                 | 1070                                                                 |
| Días de precipitaciones (≥ 1 mm)                                     | 9.7                                                                  | 10.4                                                                 | 13.0                                                                 | 10.8                                                                 | 11.2                                                                 | 10.0                                                                 | 9.0                                                                  | 8.6                                                                  | 5.6                                                                  | 4.6                                                                  | 7.2                                                                  | 6.9                                                                  | 107                                                                  |
| Horas de sol                                                         | 238.5                                                                | 205.6                                                                | 196.1                                                                | 193.1                                                                | 173.2                                                                | 154.6                                                                | 182.4                                                                | 203.5                                                                | 230.8                                                                | 258.6                                                                | 250.6                                                                | 261.8                                                                | 2548.8                                                               |
| Fuente: Météo-France                                                 |                                                                      |                                                                      |                                                                      |                                                                      |                                                                      |                                                                      |                                                                      |                                                                      |                                                                      |                                                                      |                                                                      |                                                                      |                                                                      |

| Parámetros climáticos promedio de Aeropuerto de Magenta (1981–2010) | Parámetros climáticos promedio de Aeropuerto de Magenta (1981–2010) | Parámetros climáticos promedio de Aeropuerto de Magenta (1981–2010) | Parámetros climáticos promedio de Aeropuerto de Magenta (1981–2010) | Parámetros climáticos promedio de Aeropuerto de Magenta (1981–2010) | Parámetros climáticos promedio de Aeropuerto de Magenta (1981–2010) | Parámetros climáticos promedio de Aeropuerto de Magenta (1981–2010) | Parámetros climáticos promedio de Aeropuerto de Magenta (1981–2010) | Parámetros climáticos promedio de Aeropuerto de Magenta (1981–2010) | Parámetros climáticos promedio de Aeropuerto de Magenta (1981–2010) | Parámetros climáticos promedio de Aeropuerto de Magenta (1981–2010) | Parámetros climáticos promedio de Aeropuerto de Magenta (1981–2010) | Parámetros climáticos promedio de Aeropuerto de Magenta (1981–2010) | Parámetros climáticos promedio de Aeropuerto de Magenta (1981–2010) |
| Mes                                                                 | Ene.                                                                | Feb.                                                                | Mar.                                                                | Abr.                                                                | May.                                                                | Jun.                                                                | Jul.                                                                | Ago.                                                                | Sep.                                                                | Oct.                                                                | Nov.                                                                | Dic.                                                                | Anual                                                               |
| ------------------------------------------------------------------- | ------------------------------------------------------------------- | ------------------------------------------------------------------- | ------------------------------------------------------------------- | ------------------------------------------------------------------- | ------------------------------------------------------------------- | ------------------------------------------------------------------- | ------------------------------------------------------------------- | ------------------------------------------------------------------- | ------------------------------------------------------------------- | ------------------------------------------------------------------- | ------------------------------------------------------------------- | ------------------------------------------------------------------- | ------------------------------------------------------------------- |
| Temp. máx. abs. (°C)                                                | 36.8                                                                | 35.4                                                                | 35.7                                                                | 33.4                                                                | 32.4                                                                | 30.8                                                                | 29.8                                                                | 31.7                                                                | 32.6                                                                | 31.9                                                                | 35.7                                                                | 35.5                                                                | 36.8                                                                |
| Temp. máx. media (°C)                                               | 29.0                                                                | 29.3                                                                | 28.5                                                                | 27.3                                                                | 25.6                                                                | 24.1                                                                | 23.2                                                                | 23.1                                                                | 24.3                                                                | 25.7                                                                | 26.9                                                                | 28.4                                                                | 26.3                                                                |
| Temp. media (°C)                                                    | 26.2                                                                | 26.5                                                                | 25.9                                                                | 24.5                                                                | 22.6                                                                | 21.1                                                                | 19.9                                                                | 19.8                                                                | 20.9                                                                | 22.4                                                                | 23.8                                                                | 25.3                                                                | 23.2                                                                |
| Temp. mín. media (°C)                                               | 23.4                                                                | 23.8                                                                | 23.2                                                                | 21.7                                                                | 19.7                                                                | 18.1                                                                | 16.5                                                                | 16.5                                                                | 17.4                                                                | 19.0                                                                | 20.7                                                                | 22.3                                                                | 20.2                                                                |
| Temp. mín. abs. (°C)                                                | 17.5                                                                | 17.9                                                                | 14.5                                                                | 14.6                                                                | 12.0                                                                | 10.8                                                                | 8.9                                                                 | 9.9                                                                 | 9.9                                                                 | 10.8                                                                | 13.2                                                                | 16.0                                                                | 8.9                                                                 |
| Precipitación total (mm)                                            | 113.7                                                               | 132.6                                                               | 173.4                                                               | 108.0                                                               | 89.6                                                                | 102.0                                                               | 69.3                                                                | 74.6                                                                | 38.9                                                                | 46.9                                                                | 57.1                                                                | 82.2                                                                | 1088.3                                                              |
| Días de precipitaciones (≥ 1 mm)                                    | 9.5                                                                 | 11.0                                                                | 13.3                                                                | 10.9                                                                | 10.6                                                                | 10.2                                                                | 8.8                                                                 | 9.0                                                                 | 5.5                                                                 | 5.1                                                                 | 7.0                                                                 | 7.4                                                                 | 108.3                                                               |
| Fuente: Météo-France                                                |                                                                     |                                                                     |                                                                     |                                                                     |                                                                     |                                                                     |                                                                     |                                                                     |                                                                     |                                                                     |                                                                     |                                                                     |                                                                     |

### Vegetación

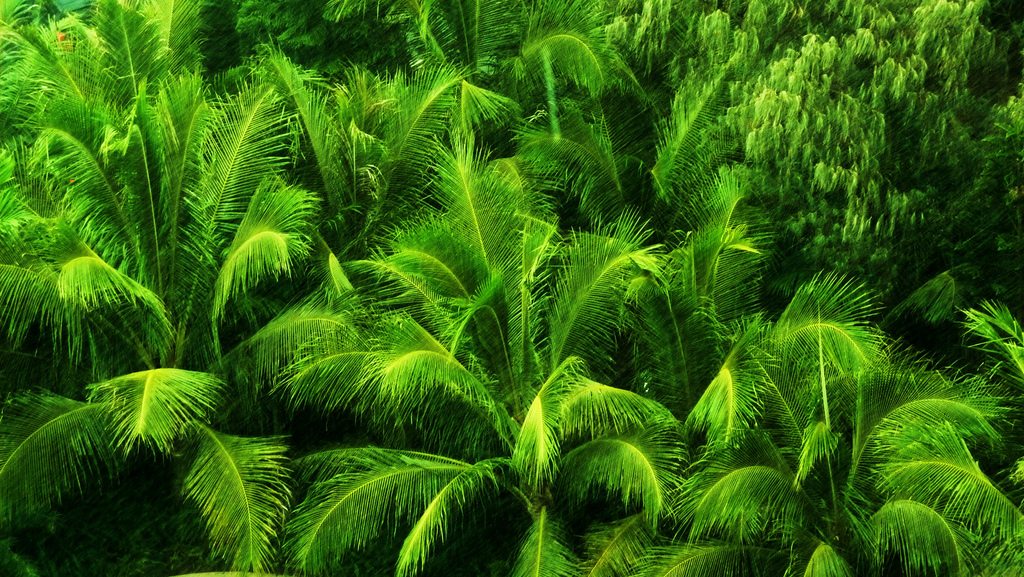
Vegetación típica de Numea.

Numea posee una vegetación bastante exuberante, notablemente con numerosos espacios no edificados (sobre todo la colina de Montravel, o principalmente la del Ouen Toro que fue habilitada en su trayecto pedestre). Pero las calles también son muy verdes, encontramos allí una vegetación de tipo tropical, con los pinos colonarios típicos del territorio (uno de los emblemas caledonios), los cocoteros, las palmeras, pero también los resplandecientes, que se reconocen en la estación cálida por sus vivas flores rojas.

El emblema de Nueva Caledonia, con un pino colonario detrás.

El parque forestal propone un recorrido botánico que permite descubrir numerosas especies endémicas locales, (el índice de endemismo del territorio está reconocido como uno de más altos del mundo). La política de rehabilitación de la Plaza de los Cocoteros durante los años 1990 se plasmó también en un buen abanico floral. Los espacios verdes son pues numerosos, (el parque forestal, la Plaza de los Cocoteros, pero también el antiguo velódromo de Receiving, el tour de las bahías, la playa de Magenta). Numea es una ciudad donde el tipo de hábitat es preponderantemente urbano, la inmensa mayoría de los habitantes disponen entonces de jardines.

## Administración municipal
Numea está poblada por 2 quintos de la población total de Nueva Caledonia, teniendo un peso determinante en la vida política del archipiélago. Es la capital de la colectividad, así como un foco de la actividad antiindependentista, si se tiene en cuenta que el alcalde actual y su predecesor pertenecen ambos a la afiliación lealista.

### Estatus de capital
Numea es la capital de la colectividad de Nueva Caledonia, es por ende la sede del Alto comisariado («Haussariat»), residencia del delegado del gobierno de la República francesa, así como del Congreso de Nueva Caledonia (órgano legislativo del territorio) y del Gobierno de Nueva Caledonia.
Es a su vez también la capital de la Provincia Sur y acoge el Hotel de la Provincia (ayuntamiento provincial) llamado la «Maison Bleue» (Casa Azul) por los medios locales.
Con respecto a la cooperación internacional, Numea es igualmente la sede del Secretariado general de la Comunidad del Pacífico Sur (antes Comisión del Pacífico Sur CPS).

### La administración
Numea es la comuna más antigua del territorio, constituida en 1874. Tuvo primero un consejo municipal, designado por el gobernador, en la época en la que se llamaba Port-de-France, de 1859 a 1860. Su primer alcalde electo, y no nombrado por el gobernador, fue Eugène Porcheron en 1882. Desde 2008, el consejo municipal está compuesto por 53 concejales congresistas elegidos, contra 49 en el pasado, y consta de 15 puestos adjuntos a la alcaldía, uno más que en los mandatos previos.

### Vida política reciente
Numea es un bastión tradicional del RPCR, conocido también como Rassemblement-UMP en la actualidad, el partido anti-independentista fundado por Jacques Lafleur, que fue diputado de la Primera circunscripción de Nueva Caledonia, que engloba Numea y las Islas de la Lealtad, de 1978 a 2007. El actual diputado de esta circunscripción, electo en 2007, es Gaël Yanno, también primer adjunto a la alcaldía de la ciudad, y parte de este partido.
El alcalde actual es Jean Lèques, en sus funciones desde 1986 y elegido en primera ronda en cada elección municipal desde ese año hasta 2008.

### Heráldica
En francés, el escudo de Numea está descrito de la siguiente forma:
 D'azur plein chargé au canton droit d'un soleil d'or, au vaisseau d'or et voiles blanches, voguant accompagné en chef d'un cagou éployé d'argent, supporté par deux hippocampes de corail relevant le bandeau d'or frappé du nom de Nouméa.
Cuya explicación en castellano es:
Plenamente pintado de azul, en el canto derecho se ve un sol de oro, una nave de oro de velas blancas se ve en el centro, el escudo es soportado por 2 hipocampos de coral que sostienen una venda con el nombre de la ciudad Nouméa.

## Economía
Numea es el principal centro económico e industrial así como el puerto más importante de la región. La población activa se eleva a 36 627 individuos en 1996, de los 4 124 están desempleados (la tasa de desempleo es de 7,1%).

### La actividad industrial
La economía de la capital está, al igual que en el resto de Nueva Caledonia, centrada en torno al tratamiento del níquel. La fábrica Eramet-SLN, situada en la península de Doniambo, es en la actualidad la única fábrica de tratamiento y de transformación del níquel en todo el territorio.
Actualmente tiene una producción de 60 000 toneladas por año de mineral transformado y es objeto de una política de modernización de su equipamiento que pretende llevar estos niveles a 75 000 toneladas anuales. Esta fábrica es una de las principales empleadoras de la capital, constando de 1 392 empleados y trabajadores en 2004. El sector industrial agrupaba así en 1996 más del 10 % de la población activa.
Por supuesto, la transformación de níquel no es la única actividad industrial de Numea, pero permanece preponderante. Se puede citar también el sector agroalimentario con grandes frigoríficos y fábricas de producción de bebidas (como la Société Le Froid, que produce a gaseosas locales, sobre todo bajo licencia de grandes marcas como Coca Cola,i también para la Gran cervecería de Nueva Caledonia (GBNC) que produce una cerveza que ha recibido varios premios en los salones internacionales, la Number One.
La ciudad de Numea dispone también de una fábrica de cemento y una gran actividad en la construcción naval.

### El puerto de Numea
El puerto de Numea tiene una pequeña talla comparado con la escala internacional, con un tráfico total de 5 584 millones de toneladas en 2005. No obstante, su importancia es enorme en Nueva Caledonia, y en ciertos sentidos, en el Pacífico insular. La balanza comercial se excede ampliamente a causa de la exportación de níquel. Así, solamente 1 511 millones de toneladas de mercancías fueron desembarcadas en 2004, contra 4 073 millones de toneladas embarcadas. Estas últimas están compuestas en más del 90% del mineral de níquel. Por su parte, la mercadería desembarcada consta sobre todo de productos manufacturados, esencialmente automóviles, pero también productos alimentarios de importación.

### Los servicios
El sector terciario es por mucho el más desarrollado de Numea, y reúne a más del 77% de la población activa de la capital (1996).
Numea es la sede de la Cámara de Comercio e Industria de Nueva Caledonia. Esta gerencia el aeropuerto de la Tontouta.

### Turismo

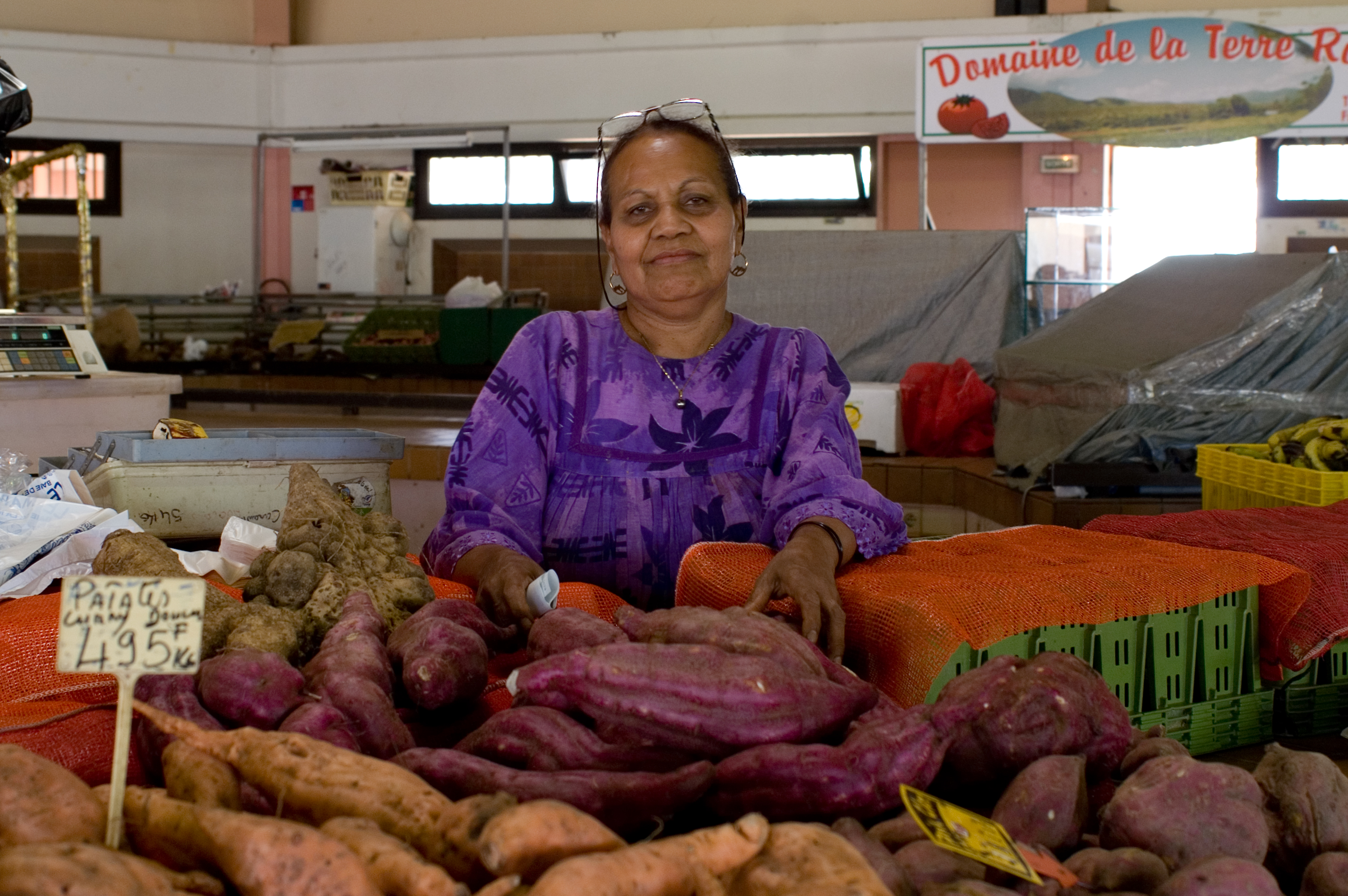
El mercado de Numea.

Verdaderamente, este es un sector al que todavía le hace falta desarrollarse mucho. Esto corre por supuesto para el territorio en conjunto. De todas maneras, Numea gozó del plan turístico de la elección de la sociedad de transporte marítimo «P&O» de crear un crucero que partiese en Sídney e hiciese algunas escalas en Nueva Caledonia, entre ellas Numea. Además, dada la concentración de las actividades económicas y culturales en Numea, la capital se convirtió en un lugar de pasada obligatoria para los turistas llegados a Nueva Caledonia. Numea, genuina ciudad jardín, ofrece varios sitos a los turistas, ya sean monumentos construidos por el hombre o panoramas naturales formados por las numerosas colonias de la ciudad.
Numea está vuelta hacia el mar, por lo que es normal que la esencia de las actividades esté igualmente orientada hacia lo náutico. Pero la ciudad, que durante mucho tiempo fue víctima de su alejamiento, ha empezado a conocer una actividad cultural cada vez más diversificada. Las playas de la asa Vata y de la Bahía de los Limones están bordeadas por hoteles (uno de ellos, le Méridien, de cinco estrellas), restaurantes, 2 casinos, bares y clubes de noche. «L'Anse» (La Asa) y la «Baie D» (Bahía D) son el sitio de encuentro de la juventud numeana por la noche, que aprovecha para mostrarse a la moda o bien enseñar sus coches tuneados y las carreras de coches por la asa Vata. El tour de las bahías costa de paseos peatonales soleados (por el paseo Roger Laroque que va a lo largo de la bahía de los Limones y el Asa Vata) o no (paseo Pierre Venier que parte de la bahía de Santa María).

## Demografía

### Las estadísticas
|  | 49.9 % |

|  | 22.50 % |

|  | 12.1 % |

|  | 5.9 % |

|  | 1.35 % |

La ciudad de Numea cuenta con 91.386 habitantes según el último censo del 2004. Pero la aglomeración se extiende hoy a una respetable distancia fuera de los límites de la ciudad. La continuidad del edificado ref>El significado de la INSEE, es decir, con un espacio entre dos áreas construidas en más de 200 metros, fuera de las instalaciones deportivas, zona de aparcamiento... se extiende sobre prácticamente toda la comuna de Numea (poseyendo ésta 37,15 km² edificados, el 80% de la superficie, no extendiéndose el terreno edificado más allá de los 24 km² en 1978). Igualmente, las otras 2 comunas fueron también sitios de gran edificación, Mont Dore (formada por los barrios de Yahoué, Pont-des-Français, Conception, Robinson, Boulari y Saint-Michel), por ejemplo, comprende 12.919 habitantes, el 53,4% de su población en aproximadamente 19 km² y Doumea (formada por Cœur de Ville - Dumbéa-sur-mer, Koutio y Auteuil) cuenta con 13.034 residentes, el 70% de la población de la comuna.

### Una ciudad joven y cosmopolita
La población permanece joven, si bien la menor de 30 años tiene tendencia a reducirse, dado que representaban aún más de la mitad de los habitantes de la comuna en 1996 (52,7%, ocupando los menores de 20 años un porcentaje mayor al recio, 33,7%), ellos no constituían en 2004 más que el 48,1% (y los menores de 20 años que el 30%). El fragmento correspondiente a los mayores de 60 años ha aumentado a un porcentaje de 10,4% de los habitantes según el último censo. El promedio de edad es de 31, 9 años, superior a la media territorial)
Aun poblada por casi un 50% de descendientes de europeos, Numea es una ciudad particularmente cosmopolita. La mezcla interracial es muy significativa y el fenómeno de los guetos apenas existe, si bien ciertos barrios (como Montravel o Rivière-Salée) son esencialmente melanesios así como otros (Tina, Val, Plaisance, Faubourg-Blanchot) son mayormente caucásicos. Mucho tiempo se refirió a la ciudad como «Nouméa la Blanche» (Numea la Blanca) en alusión a su significativa proporción de europeos, y a la inversa la concentración de esta última en la comuna es de 56,7% en 1996, siendo su presencia en la aglomeración del 80,9%.

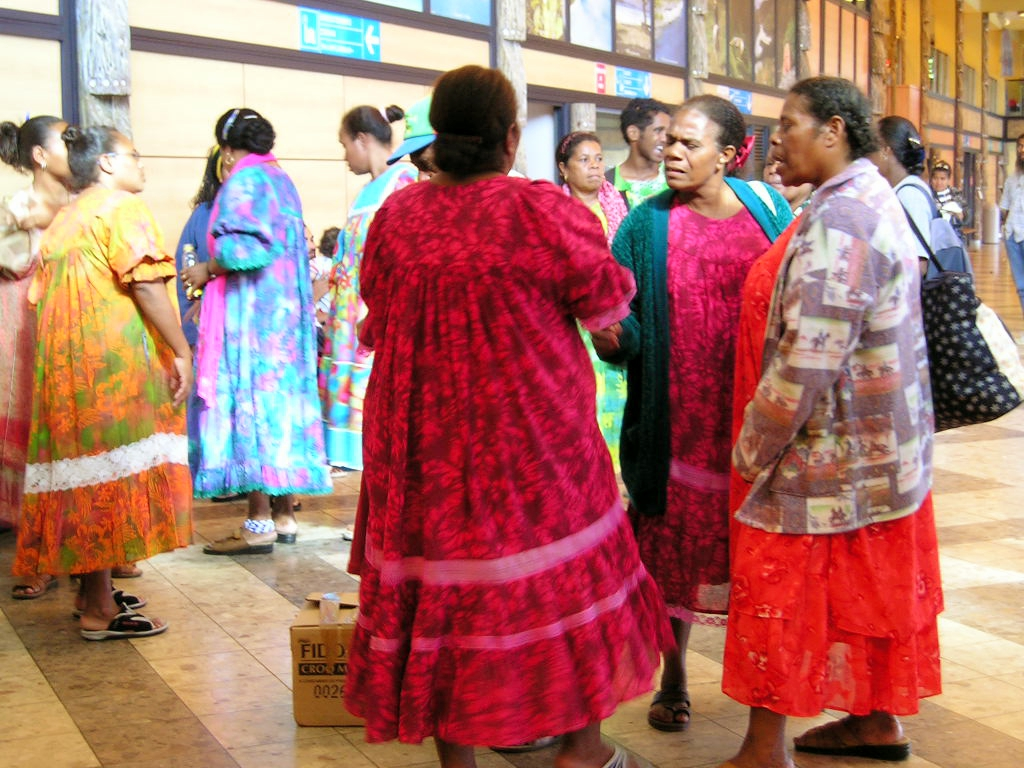
Mujeres canacas.

Pero este fenómeno tiende a limitarse dado el notable movimiento migratorio desde la selva y de las tribus, hacia la ciudad: en 1996, más de un cuarto (28,99%) de los canacos vivían repartidos en el Gran Numea, 2 tercios de los cuales habitaba en la ciudad. Era también en el Gran Numea que se concentraba la población oriunda de Wallis y Futuna, más importante que en las mismas Wallis y Futuna, no solo principalmente en la ciudad sino también en las comunas, donde con un 22,5% de la población constituían la segunda comunidad delante de los melanesios, casi igualando a los europeos en Paita. Los tahitianos también están presentes, conformando un 3% de la población numeana y un 3,95% en el conjunto del Gran Numea.
A esta se une una comunidad asiática imposible de ignorar, esencialmente compuesta de indonesios (3% en Numea y 3,5% en el Gran Numea) y vietnamitas (2,9% de los numeanos y 2,28% del total de la aglomeración) como también algunos chinos.
La inmensa mayoría de los comercios de venta al público, negocios de alimentación y tiendas oceánicas son propiedad de estos últimos, al punto de que este tipo de comercios es designado en la jerga criolla en la expresión «En los de los chinos», el territorio comprendido en el centro de la ciudad entre la Avenida de la Victoria al sur, la plaza de los Cocoteros al norte, la calle General Mangin al oeste y la avenida del Mariscal Foch al este, donde se concentran la mayoría de los comercios, es llamado el «Chinatown» de Numea.

### Fases demográficas
Muchas fases se sucedieron desde el asentamiento europeo:
- Una fase de instalación (1854-1864): antes de la instalación del presidio, la cabeza de distrito era sólo una pequeña aldea pero comenzó a crecer con la llegada de los primeros colonos «pionniers» (pioneros). No obstante la población de Port-de-France constaba esencialmente de militares y hombres solteros.

- El período del presidio (1864-1891): la población aumentó rápidamente en razón del importante aporte demográfico de los bañardos (presidiarios). Sin embargo, se observa la disminución de este aumento en 1877 y 1891, dado que este período correspondía al momento en que los presidiarios que habían terminado su condena debían cumplir el doblaje, es decir la permanencia en el archipiélago durante algún tiempo correspondiente a su pena.

- El fin del presidio y la colonización Feillet (1891-1921): la decisión del gobernador Feillet de cerrar en 1894 el presidio provocó la ida de la población penitenciaria de la península. Además, la nueva ola de colonización alentada por el nuevo gobernador (los colonos Feillet) concernió esencialmente a la selva, hecho que hizo que el crecimiento demográfico de la ciudad se estancara durante este período.

- La renovación de los años 1920 (1921-1931): la población numeana recomenzó a aumentar en los años 1920, como consecuencia del período de soltura económica de índole internacional (los «años locos»), del desarrollo de la industria del níquel pero también de los fracasos de la colonización de la selva, los colonos Feillets o nordistas, que empujó a ciertos de ellos a venir a instalarse en la ciudad.

- Los años 1930 (1921-1931): marcados por una caída demográfica debida a la crisis mundial.

- La presencia estadounidense (1936-1946): la presencia estadounidense aportó un nuevo estilo de vida así como inversiones que proveyeron de cierto dinamismo a la capital.

- El aumento de la posguerra (1946-1969): subida demográfica que puede explicarse por un contexto internacional de crecimiento demográfico y auge de las ciudades (el «baby boom») pero también debido a la abolición del código del indigenismo que les daba derecho a los canacos de desplazarse e instalarse donde ellos deseasen. Algunos se vieron atraídos por el aspecto económico y occidental de la capital. La población casi se triplicó en 12 años (1951-1963).

- El boom del níquel (1969.1974): el considerable auge económico ligado al níquel provocó un boom demográfico notable en Numea que vio aumentar su población en más de 17 000 personas en 5 años. Este crecimiento económico se acompañó de una expansión urbana y del inmobiliario bastante anárquico

- Una disminución ligada a la Primera crisis del petróleo (1974-1976): por primera vez después de la guerra, Numea perdió parte de su población (muchos retornaron a la metrópoli y esta despoblación afecto a todo el territorio). Pero esta baja fue de corta duración.

- El retorno al aumento (1976-1989): durante este período, la población de la ciudad recomenzó a aumentar sensiblemente: En primer lugar, la ciudad consiguió contrabalancear su déficit migratorio con un saldo positivo obtenido de la llegada a la ciudad de habitantes de la selva (la crisis tocó también al medio rural, algunos brusardos migraron a Numea con la esperanza de hallar trabajo). A esto se sumó los «eventos» de los años 1980 durante los cuales numerosos europeos de la selva (los brusardos) se refugiaron en Numea para huir de los enfrentamientos.

- El nuevo boom demográfico (1989-actualidad): de cara al retorno de la estabilidad política y étnica, a la que se suma un nuevo boom del níquel desde el 2000, el auge urbano no ha cesado.

### Un fenómeno particular: los squats
Se ha desarrollado en Numea entre los años 1980 y 90 un tipo particular de hábitat: al que los numeanos llaman generalmente squats. Estos consisten en habitáculos construidos con materiales recuperados (generalmente en chapa ondulada), sobre solares privados o públicos que pertenecen particularmente a la municipalidad en los accesos de la ciudad (los más importantes son los situados al límite entre las comunas de Dumbea y Numea, seguido por el squat de Montravel y otros en la vegetación de tipo manglar entre Magenta y la península de Quémo, detrás del Centro hospitalario especializado de Nouville, en los bordes del aeropuerto de Magenta a la entrada de Tina, sobre las orillas de la bahía de Koutio - Kaméré al noroeste de la península. Muchas visiones y opiniones se oponen en cuanto a los squats:
- Para algunos, se trata de melanesios llegados hace poco de la selva que, habiéndose topado con dificultades al buscar trabajo, no consiguieron alojarse y carecen de recursos para pagar una vivienda decente. La solución se encuentra según este paradigma en un desarrollo de la política de construcción de habitaciones y alquileres accesibles con prioridad de acoger a los squaters. Fue en parte por esta razón que fueron creadas las nuevas viviendas sociales de índole urbana en Ducos (Logicoop, Kaméré) o en las Portes de Fer (sobre las alturas que separan los barrios ya existente del aeropuerto de Magenta). Pero la política de la Sociedad inmobiliaria caledonia (SIC) y del gobierno sigue siendo considerada insuficiente para ciertas asociaciones o aún para la liga de los derechos humanos de Nueva Caledonia.

- Entre las críticas más virulentas de los squats y sus pobladores, se encuentra principalmente la población más pudiente de Numea, numerosos metropolitanos, pero también melanesios propietarios o inquilinos de viviendas en Numea así como las poblaciones descendientes de las inmigraciones más recientes (Polinesios, wallisianos, asiáticos). Para ellos, el hecho de que existan squaters depende sólo del hecho de que es el mejor medio para estos individuos estar cerca de Numea y así obtener los beneficios de la ciudad disponiendo de agua y la electricidad gratuitas y sin tener que pagar impuestos. Además, la presencia de squats es consiguiente asociada a la criminalidad.

Numerosos sociólogos y antropólogos consideran cada vez más a los squats como un tipo de hábitat bastante específico, diferentes de los barrios de emergencia de los países del Tercer Mundo. Así, para cada vez más de estos especialistas, los squaters serían los melanesios que habrían estado obligados a abandonar su tribu por varias razones, principalmente económicas y profesionales y que, no adaptándose al modo de vida europeo de la ciudad, habrían recreada un espacio de vida social como aquel que habían dejado, así, la organización social, los nombres dados por sus habitantes a los squats, el desarrollo de los jardines, notablemente de los árboles frutales tropicales, recordando a la típica tribu melanesia. El squat sería entonces una recuperación del modo de vida tradicional canaco en los límites de un ambiente más europeo, la ciudad.
Una encuesta hecha en 2006, renovada en 2008, por el Instituto Taylor Nelson Sofres en consecuencia de la demanda de la Provincia Sur censó a la población de los squats del Gran Numea en 8 148 habitantes, de los cuales 8 080 (74,6 %) son permanentes, que se reparten de la siguiente forma: 3 931 en Dumbea, 3 661 en Numea, 510 en Mont-Dore y 42 en Paita.

### Religiones
La religión predominante es el cristianismo, siendo el catolicismo y el protestantismo la 2 variantes más importantes, los colonos franceses procuraron ante todo llevar su credo a Nueva Caledonia. Sede de una diócesis creada en 1847 y elevada al rango de archidiócesis metropolitana en 1966, Numea acoge numerosas iglesias, así como una catedral inaugurada en 1897. Los principales templos son la iglesia de Vœu, la iglesia de San Juan Bautista del Valle de los Colonos y la iglesia de San Miguel de Montravel, la ciudad cuenta así mismo con 6 parroquias. El actual arzobispo de Numea es Monseñor Michel-Marie Calbet, ordenado sacerdote en 1973 por la Sociedad de María. Presente en Nueva Caledonia desde 1979, fue consagrado obispo titular en 1981. El santo patrón de Numea, y de su catedral, es San José de Nazareth.
Nueva Caledonia fue durante la era colonial escenario de las lucha entre los misioneros protestantes y los católicos, esas dos religiones fueron pues bien asentadas en la capital. La población europea es mayoritariamente católica, de la misma forma que los habitantes de Wallis y Futuna, raramente protestantes. No obstante, a población melanesia está más dividida. El principal culto protestante es el de la Iglesia Evangélica de Nueva Caledonia y las Islas de la Lealtad, una iglesia reformista y adherida a la Alianza reformista mundial.
Numerosas iglesias, la mayor parte llegadas de los Estados Unidos ocupan su sitio también, en particular los testigos de Jehovah, los adventistas y los mormones. Existen a su vez establecimientos privados de función confesional, como los colegios católicos de Champagnat o de San José de Cluny y el liceo protestante Do Kamo.
Una comunidad musulmana también está presente, estando la esencia de sus fieles en la población de origen indonesio. La Asociación de Musulmanes de Nueva Caledonia posee actualmente 3 000 seguidores, con un 80% de indonesios, de los cuales de 200 a 300 son practicantes. Esta comunidad se instaló en 1978 en una villa de estilo colonial en el Valle de los Colonos, al este del centro de la ciudad, y la transformó en sala de oración, antes de construir sobre el mismo terreno el Centro Islámico de Numea en 1986. Este posee una sala de plegarias, una biblioteca, 2 aulas, 2 salas de aseo, un comedor y tres estudios. Además de ofrecer cursos religiosos o de lengua árabe, la consulta de la biblioteca o de los padres, el Centro islámico organiza los festejos de las fiestas del calendario islámico, aunque ciertos de estos eventos, como los tarawih durante el Ramadan toman lugar en el Consulado General de Indonesia, situada en el barrio de la bahía del Orfanato, al sur del centro de la ciudad. El actual imán, Mustafa Hameed, es diplomado de la Universidad islámica de Medina.
Asimismo, la comunidad vietnamita profesa la fe budista. Ellos están principalmente agrupados en el seno de la Asociación búdica de Nueva Caledonia, adherida a la Congregación búdica vietnamita unificada de Australia y Nueva Zelanda, practicante de un budismo mahāyāna de tradición vietnamita. La asociación dispone, como lugar de meditación, de la pagoda Nam Hai Pho Da, que forma parte del hogar vietnamita situada a la entrada de Tina, al costado del aeropuerto de Magenta. Además, un centro budista mahāyāna de la Nueva Tradición Kadampa, el Centro Kailash, fue creado en el Vale del Tir, al norte del centro de la ciudad.
Por último, cabe mencionar la presencia de una pequeña comunidad judía sefardí, con unos 50 miembros, constituida oficialmente en 1987 y con una sinagoga en el Valle de los Colonos y un centro comunitario judío en Tina.

## División de la ciudad
La ciudad de Numea está dividida en varios sectores administrativos. Posee a su vez una aglomeración suburbial que engloba las comunas Mont-Dore, Paita y Dumbea.
La ciudad cuenta con aproximadamente 90.000 habitantes, y 140.000 en toda la aglomeración. Se habla de Gran Numea al referirse a esta región, que se diferencia de la selva neocaledonia. En Nueva Caledonia hay muy pocas comunas. Numea forma una misma ella sola. Pero puede subdividirse en grandes barrios. El Sur es más rico y turístico, en esta zona que se encuentran los hoteles de lujo.
En el centro de la península, entre el Norte y el Sur, se ubican los barrios industriales, con Ducos, Nouville y el aeropuerto de Magenta.
En el norte, cerca de la aglomeración, los barrios son populares pero permanecen cuidados, allí los centros comerciales.
El aeropuerto internacional, se ubica en el Gran Numea.
Aquí una lista de barrios clasificados por su localización.

### Centro

#### Nouville

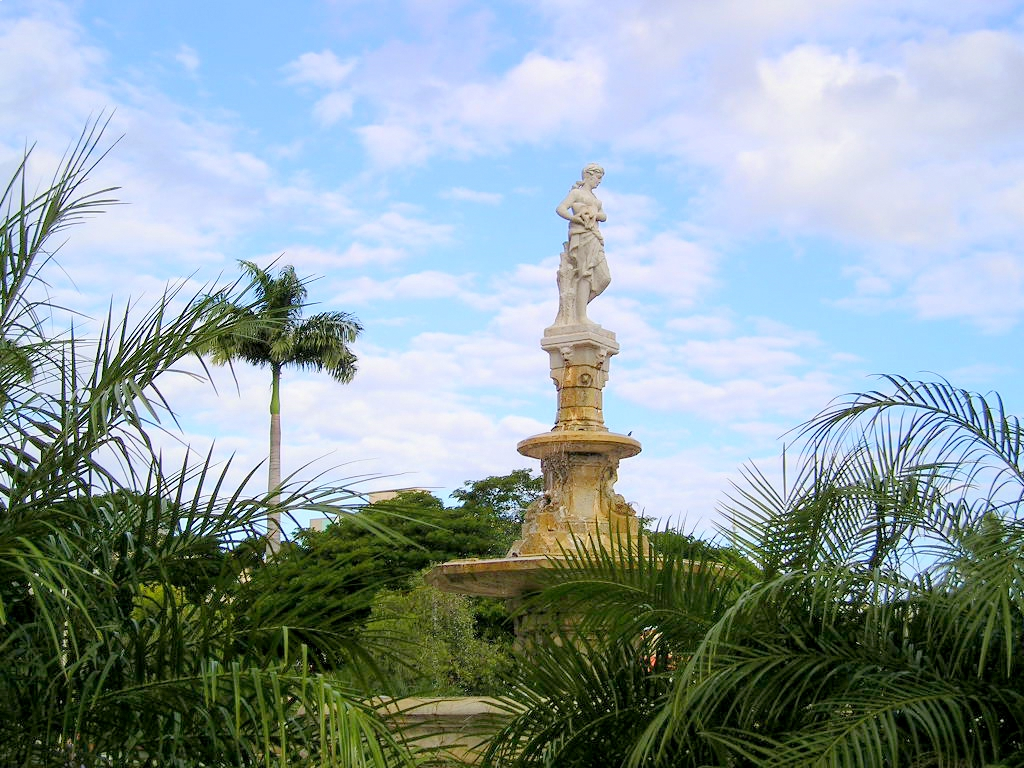
La Fuente Celeste sobre la Plaza de los Cocoteros.

La península artificial de Nouville (antigua Isla Nou donde la administración penitenciaria estaba instalada) acoge siempre el centro de parada del Campo Este, recordando la antigua función penitenciaria de la Isla Nou. Pero ella está llamada a convertirse en el futuro en el genuino centro universitario de la capital, con el liceo general y técnico Jules-Garnier que ofrece clases preparatorias antes de ingresar en las grandes escuelas, o bien las sedes de la Facultad de Ciencias y Técnica y la de Derecho así como el Instituto Universitario de Formación de Maestros (IUFM) del Pacífico. Importantes trabajos fueron comprometido s en 2005 para transformar a Nouvilleen un gran campus renovado con el fin de acoger en los años siguientes al departamento de Letras, Lenguas y Ciencias humanas, instalado por el momento en Magenta.

#### Centro de la ciudad
El centro de la ciudad, o centro histórico, en el barrio más importante de Numea. Se trata del viejo barrio colonial. El centro de la ciudad está organizado alrededor de la Plaza de los Cocoteros y dispone de numerosos monumentos históricos, como la Fuente Celeste (kilómetro 0 de las rutas caledonias) y el kiosco musical sobre la plaza de los Cocoteros, o bien la catedral de San José y el tempo protestante en lo alto de este sitio. Más al norte se sitúa el Hospital Gaston Bourret, construido sobre el emplazamiento del primer edificio de Port-de-France, el fuerte Constantine. Al costado de la plaza, la ciudad se organiza según el plan en damero y posee numerosos negocios de indumentaria, joyerías y boutiques de lujo. Es en esta zona donde también se asentaron las sedes sociales de las empresas locales.

#### Barrio latino
El barrio latino (llamado así puesto que en sus orígenes estaba separado del centro de la ciudad por una larga banda de mar, recordando al barrio latino parisino) es tan turístico y tan antiguo como el centro histórico. Se encuentran aquí el Museo territorial, el mercado municipal y algunos restaurantes y bares, así como el principal puerto recreativo de la ciudad, el Port Moselle.

#### Valle de Ingeniería
Debiéndole su nombre al hecho de que acogió en el siglo XIX y a comienzos del XX el batallón de ingeniería de Nueva Caledonia, se trata hoy en día de un barrio residencial, dominado por la cornisa del Semáforo sobre la cual fue instalada la sala de espectáculos de la Deferaciones de Obras Laicas (FOL) de Nueva Caledonia. A la entrada del valle, se ubica el cuartel Gally Passeboc, cuyo nombre evoca el nombre del oficial al que le fue encargada la represión de la revuelta melanesia del Gran Jefe Atai en 1878 y que fue muerto durante el curso de esta campaña. Delante fue habilitada la plaza Bir Hakeim y su monumento a los muertos en la Primera Guerra Mundial. Es sobre esta plaza que toman lugar las grandes ceremonias de conmemoración de las diferentes fuerras y los depósitos de gavillas.

#### Artillería Norte
El punto de la Artillería separa el Port Moselle de la bahía del Orfanato y constituye el límite sur de la vieja Numea. Este barrio posee los colegios más antiguos de Numea, el colegio George-Beaudoux (inicialmente llamada colegio La Pérouse) así como el principal liceo del territorio, el liceo La Pérouse, y e liceo gotelero Escoffier. Es también una importante base militar, de ahí su nombre.

### Barrio sur
Con su acuario y sus playas, esta es la parte más turística de Numea, sobre todo en torno de la bahía de los Limones y de asa, donde se hallan los numerosos hoteles, restaurantes, bares y clubes de noche. La bahía del Orfanato sirve de puerto de recreación y la Costa Blanca, en el extremo sr de la bahía de Santa María, de base náutica. A estos se les suman los barrios residenciales, esencialmente europeos, de Reveiving, Motor Pool, Trianon, Vale Plaisance (con su hipódromo) y N'Géa. Se encuentra en la zona un colegio público, el coligo Jean-Mariotti, pero también un colegio privado, San José de Cluny, un liceo privado, Blaise-Pascal. Viven aproximadamente 13.900 habitantes.

### Rivière-salée
El barrio de Rivière-salée (Río salado) fue realizado a partir de los años 1960 y finalizó en 1982 sobre los terraplenes construidos a comienzos del siglo XX para permitir el pasaje en ese entonces del «Petit-train» de la mina. Este barrio debe su nombre, mencionado ya en los mapas de 1859, de la presencia de vastas ciénagas. Durante mucho tiempo abandonado, fue objeto estos últimos años de una verdadera político de rehabilitación que comprendió la construcción en 2000 de una mediateca (33 000 documentos de los cuales 4.000 eran CD) y en 2001 uno de un café musical «Le Mouv'». Se encuentran también el colegio de Rivière-salée, clasificado como zona de enseñanza prioritaria, y el liceo progesional Petro-Atiti. Este barrio está poblado por 9 000 habitantes, mayoritariamente melanesios y polinesios pero también europeos. Constituye el límite norte de la ciudad de Numea, hacia la comuna de Dumbea.

### Sector Saint-Quentin
El sector Saint-Quentin está poblado por 7500 habitantes y constituye la periferia nordeste de la ciudad, limitando con la comuna de Mont-Dore. Este sector administrativo de Numea está en plena expansión. Pueden hallarse aquí diversos barrios residenciales de atractivo variado: los km 6 y 7 así como el barrio de Normandía son bastante populares. Comprenden las torres de Saint-Quentin a la salida de la ciudad, que serán vaciadas progresivamente de sus habitantes y destruidas con el fin de construir nuevas edificaciones, así como el cementerio del km 6, el más reciente y el más importante de la capital, o bien el Colegio de Normandie. Fue en los años 1990 que fue habilitado el nuevo barrio residencial de Tina, dividido en Tina-sur-Mer y Tina-Presqu'Île. Allí se encuentran un campo de golf de 18 hoyos y una pista para ciclistas en Tina-sur-mer.

### Península de Ducos
Este es el centro económico e industrial de Numea donde numerosas empresas fueron asentadas. La península de Ducos cuenta con 7 500 habitantes y conforma la parte noroeste de Numea. En los orígenes, Ducos pertenecía a la administración penitenciaria que había instalado aquí un centro donde se ubicaba a los prisioneros de más riesgo.
Hoy, comprende la zona industrial de Ducos situada a proximidad de la fábrica SLN de Doniambo. Otro corazón industrial de la península, es el barrio de la bahía de Numbo, antiguo sitio penitenciario, donde las actividades están centradas en torno al cahalandaje, la construcción naval y la producción de cemento. En fin, puede citarse al extremo oeste de la península a la punta Koumourou (que significa «hoyo profundo» u «hoyo azul»), que sirvió primero para la instalación de una batería de artillería y que sirve hoy para el almacenamiento de los hidrocarburos y de los gases destinados al abastecimiento de Nueva Caledonia.
Se hallan también en Ducos barrios residenciales: algunos son bastante antiguos, domo el mismo barrio de Ducos o aún el de Tindu, que datan de la administración penitenciaria del siglo XIX. Estos antiguos barrios fueron objeto de una política de rehabilitación a partir de estos últimos años. Pero también fueron habilitados otros barrios más recientes, como el de Logicoop (loteado entre los años 1960 u 70 y la zona de habilitación concertada (ZAC) de Kaméré cuya realización comenzó en los años 1990 y a cuyo fin debería contar con entre 2500 y 3000 habitantes. Se ubica aquí el colegio de Kamere.

### Sector de Magenta
Este sector es uno de los centros más dinámicos, e igualmente uno de los más cosmopolitas de la ciudad con sus 14 000 habitantes. Su corazón es el barrio de Magenta propiamente dicho, donde se hallan el aeródromo doméstico de Numea, la sede de la Facultad de Letras, Lenguas y Ciencias humanas de la Universidad de Nueva Caledonia (que se planea mudar a Noubille de aquí a algunos años) así como el estado Numa-Daly (construido en 1966 en ocasión de los segundos Juegos del Pacífico Sur, y al que le fue dado el nombre de un antiguo futbolista francés que había jugado en el Olímpico de Marsella. Pueden igualmente citarse el Hospital de Magenta, que ofrece imparte los servicios de pediatría y obstetricia del centro hospitalario territorial (CHT), así como el colegio más importante de la ciudad. El barrio de Alta Magenta sirve de conexión entre el centro de la ciudad y los barrios residenciales de la periferia. Se halla también, en las alturas, el parque zoológico y el forestal. En torno de estos 2 importantes polos se desarrollan los barrios plenamente residenciales de la península de Ouémo, Portes de Fer y Quatrième km donde se halla el viejo cementerio de Quatrième km, creada en los años 1880 y en una constante expansión. El centro cultural Tjibaou se ubica en este sector administrativo.
En fin, este barrio es probablemente en este barrio en donde puede observarse la más importante mezcla social. Así, los barrios de las clases medias de Ouémo, Alta Magenta y una parte de Portes de Fer contienen las torres de Magenta, situadas entre el estadio y el CHT, las viviendas sociales urbanizadas construidas recientemente en las alturas entre Portes de Fer y el aeródromo acogiendo esencialmente una población wallisiana o melanesia.

### Faubourgs
El sector de Faubourg contiene 11 000 habitantes. Este es uno de los barrios residenciales más antiguos de la capital conformando la periferia directa del centro de la ciudad.

#### Valle de los colonos
Este barrio le debe su nombre a que fue el primer lugar donde se asentaron los primeros colonos civiles en la época en la que Port-de-France no era aún más que una base militar. Fue organizado en torno de la calle Auguste-Bénébig (antigua ruta colonial 13 y después ruta territorial 13). Este es un barrio residencial. Aquí se hallan el colegio católico de Champagnat y el liceo protestante Do Kamo. Es un barrio muy cosmopolita, hogar también de musulmanes y vietnamitas. Barrio histórico, comprende muchos edificios clasificados como monumentos históricos como el castillo Hagen (casa de estilo colonial que sirve hoy en día de centro de exposiciones y actividades culturales), la iglesia de San Juan Bautista del Valle de los Colonos o bien los antiguos edificios de la actual clínica Magnin.

#### Faubourg Blanchot
Este barrio es tan antiguo como el Valle de los Colonos. Está también, a su vez, organizado en torno de una arteria principal, la calle del Puerto Despointes, que conecta el centro de la ciudad con la bahía de Santa María. Se ubica aquí la casa Célières, uno de los principales modelos en materia de arquitectura colonial. Esta morada, arruinada desde la muerte de su último propietario y ocupada por squats, va a ser objeto de una importante campaña de restauración que pretende devolverle su apariencia de origen. Otro monumento histórico en la antigua prisión civil, activa desde 1881 hasta 1939, en la cual se asienta hoy el Centro de Arte, llamado también «Théâtre de Poche» (Teatro de dimensiones reducidas).

### Sector de Montravel
La población de este sector, el más popular de Numea, es de 7100 habitantes. Este sector se compone en primer lugar del barrio de Montravel, lejos el más reciente, con sus torres HLM (Habitation à loyer modéré). Este barrio abriga principalmente una población de origen melanesio pero también wallisiana. En la proximidad se ubica la fábrica de Doniambo y el puerto industrial de la ciudad. Pero el sector de Montravel está formado también por otros barrios, como el Valle del Tir, habitado desde el siglo XIX (sede del primer cementerio de la ciudad). Este barrio, que se extiende sobre laos flancos de la colina de Montravel, ha sido objeto a partir de estos últimos años de una fuerte política de rehabilitación.

## Cultura y patrimonio

### Cultura
Esta es una lista de algunos museos de la ciudad:
- El Museo territorial ofrece un apartado de obras artísticas de los primeros canacos o pueblos de Océania en general.
- El Museo de la ciudad[51] (asentado en la que fue la municipalidad de Numea desde fines del siglo XIX hasta 1970, posee colecciones sobre la historia de Numea que fueron objeto de numerosos shows y exposiciones bajo el impulso de la alcaldía.
- El Museo del Presidio en Nouville.
- El Museo del Mar cuya originalidad procede de piensas halladas por las expediciones de Lapérouse en Vanikoro.

La ciudad cuenta así mismo con un conservatorio de música (antigua Escuela territorial de Música ETM), 2 teatros: El Teatro de la Isla y el teatro del Bosillo, una sala de espectáculos (Federación de obras laicas FOL), una biblioteca municipal (biblioteca Bernheim, de un café musical Le Mouv', sala de conciertos con 400 asientos que acoge principalmente artistas y grupos locales y de una mediateca en Rivière-Salée. El centro cultural Tjibaou sirve a su vez de lugar de exposiciones, de mediateca y de museo de la cultura canaca. Además, Numea es sede en lo sucesivo de muchos festivales anuales. En primer lugar, el festival musical Live en Août reúne a grupos de rock, blues, rythm and blues, jazz, pop, funk, como también folk irlandés llegado principalmente de Australia o Nueva Zelanda pero también de todo el Pacífico- Fue creado en 1991 por la GBNC (Gran Cervecería de Nueva Caledonia) con el nombre de Jazz en Août antes de tomar su nombre actual en 1998. En 1995 se efectuó la primera edición de la Bienal Equinoccio, espectáculo de calle, circo, cine, teatro, baile y música con una temática diferente en cada edición, en 2005 trató sobre el fuego, con personas llegadas desde territorio del Océano Pacífico, pero también de Europa. Este festival se efectúa en octubre cada 2 años.
Todos los jueves por semana en el centro de la ciudad sobre la Plaza de los Cocoteros, (antes de hacían en la asa Vata) tienen un tema diferente cada vez. Permite descubrir productos típicamente neocaledonionos y apreciar la vida cultural de la colectividad.

#### Los «Petits Trains»
Los «Petits Trains» (pequeños trenes), son vehículos motorizados que representan el aspecto de los viejos trenes del siglo XIX y les ofrecen a los turistas visitas guiadas por la ciudad.

### Patrimonio civil
La plaza de los Cocoteros
La Plaza de los Cocoteros es legítimo corazón de la ciudad. Esta fue primer un jardín, luego se comenzaron a construir diversas plazas sobre él. Se crearon parques y lugares naturales. Se sitúa al centro de la ciudad y es considerada como el punto central de la medida kilométrica de la ciudad. Sobre esta plaza puede verse el kiosco de música creada y restaurado en 1986 o bien la Fuente Celeste construida en 1894. La Plaza de los Cocoteros es el lugar ideal para todos los eventos festivos.
El acuario de Numea
Fundado en 1956, el acuario de las lagunas, antiguamente llamado acuario de Numea, presenta un sistema abierto de agua de mar y luz natural. Recibía antes de 2005 más de 60 000 habitantes por años y constituía ergo el sitio más visitado de Nueva Caledonia. Cerró sus puestas en noviembre de 2005 con el fin de ser agrandado. Los trabajos habían comenzado ya desde el 2003. Debía en un principio reabrir sus puertas a fines de 2006, en la ocasión de su 50° aniversario, no obstante numerosos problemas técnicos causaron su retraso. Después de cuatro años de trabajo y 2 desde su cierre, el nuevo acuario reabrió sus puertas el 31 de agosto de 2007. Mucho más extenso que su predecesor, con una superficie útil de 2300 m² de los cuales aproximadamente 1830 m² se hallan descubiertos, consta de 33 cubas para un volumen total de aproximadamente 500 m³. Está repartido en 3 niveles: una galería técnica, un local de sumersión y una sala de filtración para el gran estanque en el sótano, el circuito de visita y las oficinas en la planta baja. La especialidad más conocida de este acuario son los corales fluorescentes que acoge.
El presidio
Los vestigios del presidio en Nouville son otro importante patrimonio histórico de la ciudad. Puede mencionarse la antigua iglesia anexa a él, reconvertida en teatro (le Théâtre de l'Île, teatro de la isla), pero también el actual museo del presidio y los antiguos talleres que se hicieron desde el sitio de la departamento de derecho y economía de la Universidad de Nueva Caledonia. Algunos de estos sitios fueron escenario de excavaciones arqueológicas, notablemente la antigua panadería, donde las búsquedas dieron el primer resultado en cuanto al modo de funcionamiento de este edificio.
El Faro Amédée

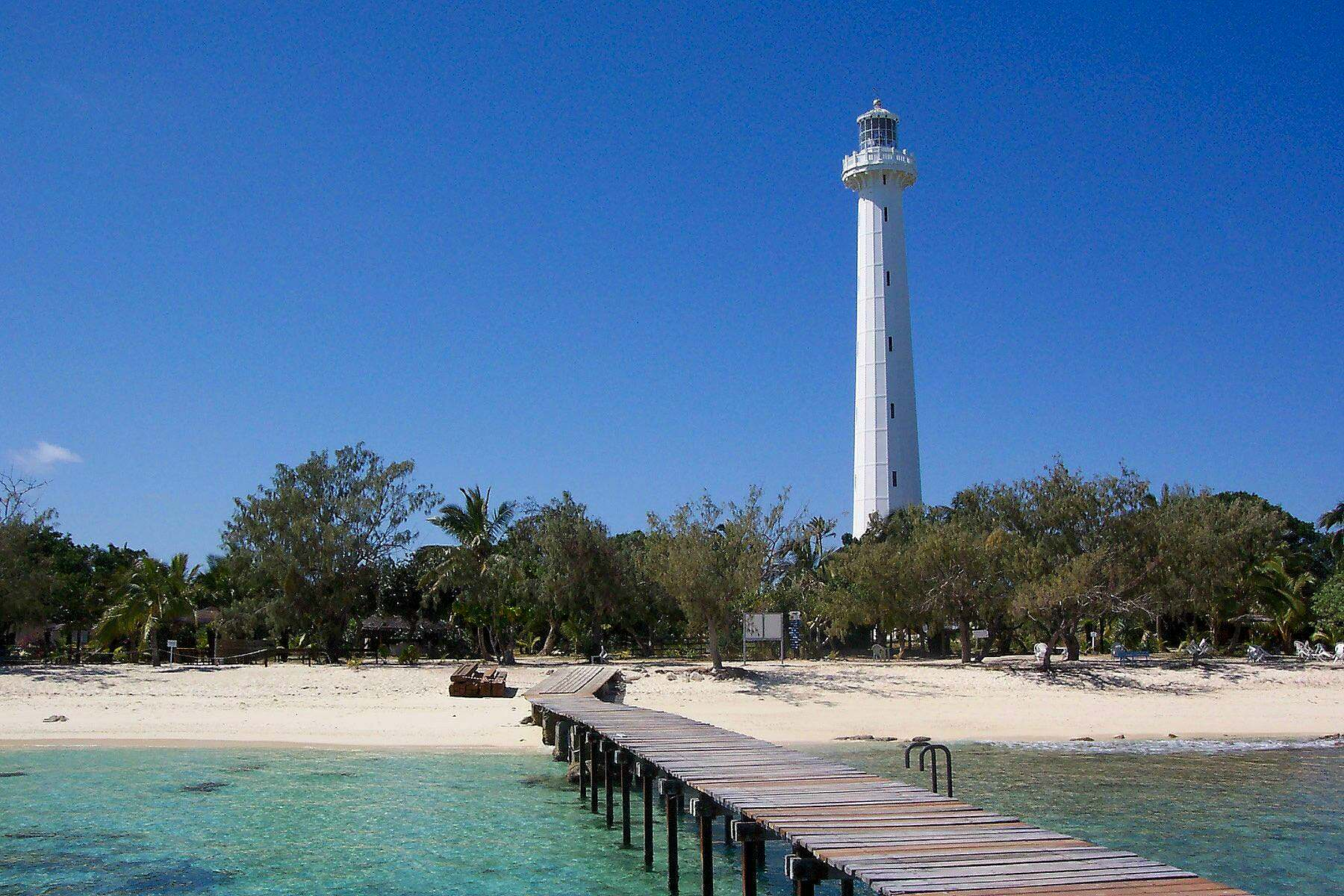
El faro Amédée en Numea.

El islote del faro Amédée es uno de los sitios en las cercanías de Numea más visitados por los turistas, particularmente japoneses. Su popularidad se debe esencialmente a su faro de 55 m de altura (considerado como el segundo faro metálico más largo del mundo, detrás del faro holandés Lange Jaap), inaugurado el 15 de noviembre de 1865 (día del cumpleaños de la emperatriz Eugenia.
La conducción de los trabajos de construcción de este faro le fue legada a un joven ingeniero de construcciones navales, de 24 años, antiguo graduado de la Escuela politécnica de Francia, Louis-Émile Bertin (1840-1924) en demanda del conde de Chasseloup-Laubat, ministro de armada de Napoléon III. Los trabajos de realización con la ayuda de militares y de melanesios duraron diez meses, de enero a noviembre de 1865. Fue el mismo Bertin quien creó veinte años más tarde la armada del mikado Mutsuhito, y los arsenales de Kire (cerca de Hiroshima) y de Sasebo (cerca de Nagasaki), numerosos japoneses todavía recuerdan a aquel que posee un busto ubicado sobre la escollera del puerto de la ciudad de Honshu, en la bahía de Tokio.
El castillo Hagen
Este edificio que se ubica en el Valle de los Colonos, era en otra época la casa del líder de los colonizadores. Fue rescatada en 1998 y en la actualidad es utilizada para las exposiciones abiertas a los turistas u a los neocaledonios durante las jornadas europeas del patrimonio.

### Patrimonio medioambiental
El parque zoológico y forestal Michel-Corbasson, llamado también Parque forestal, sobre las alturas de Ontravel, dispone de un abanico de especies animales endémicas: El cagú (símbolo de la colectividad), el notú (la especie de paloma más grande del mundo) como así también toda clase de aves y muchos animales más o menos «exóticos» (monos, emúes, canguros, reptiles, ibis, flamencos rosas) así como un trayecto botánico que da una visión en conjunto de la diversidad y la riqueza de la flora neocaledonia.
El Ouen Toro
El Ouen Toro es una colina situada al extremo sur de la península de Numea. Si bien los flancos este y norte serán construidos en lo sucesivo, el resto de la colina ya ha sido habilitado para su recorrido pedestre en medio de la naturaleza. Se trata del espacio verde habilitado más grande de Numea. Esta colina fue uno de los puestos avanzados estadounidenses durante la Segunda Guerra Mundial y el ejército de dicho país instaló aquí una batería de cañones que pretendía rechazar un eventual ataque de los japoneses en caso de que estos avanzasen hasta Nueva Caledonia. Los cañones, aunque fuera de servicio, todavía permanecen, y el espacio habilitado a los alrededores permite tener una vista panorámica de la laguna y las bahías más abajo.

## Equipamientos y servicios

### Salud
Existen muchos hospitales y sanatorios en Numea. Entre los que están en el sector público, se cuente el Centro hospitalario territorial (CHT) que reagrupa el hospital Gaston-Bourret, el más viejo y el más importante del Territorio, y el hospital de Magenta, que ofrece los servicios de pediatría, ginecología, obstetricia y reanimación neonatal.
A esto debe sumársele el Centro hospitalario especializado (CHS) Albert-Bousquet, generalmente llamado el centro de Nouville, especializado en los sectores de psiquiatría y geriatría.
Por último deben mencionarse tres clínicas privadas, a saber la policlínica de la asa Vata, la clínica Magnin en el Valle de los colonos y la clínica de la Bahía de los Limones.

### Educación
Los datos eran de 31 080 estudiantes y alumnos en 2008, de los que 13 605 asistían a la escuela primaria, 7 127 a los colegios, 3 548 a liceos, 3 142 a los liceos profesionales y 3 658 estudiantes en la enseñanza superior.

#### Educación primaria
En 2008, la comuna de Numea contaba son 51 escuelas primarias públicas, de las que 22 eran escuelas elementales, 15 escuelas primarias maternales y elementales y 14 escuelas maternales. Ellas reagrupaban, para el año escolar 2008, 491 clases para 11 106 alumnos.
A esta se le suman 6 escuelas privadas católicas administradas por la Dirección diocesa de enseñanza católica (DDEC), de las cuales 2 son maternales, 1 elemental y 3 elementales y maternales en francés, siendo, para el año 2008, 92 aulas y 2 393. Finalmente existen 2 escuelas maternales privadas bajo contrato (una de las cuales es bilingüe enseñando en inglés y francés, la Kindy School) que reagrupaban en 2008 106 alumnos en 7 clases.
La enseñanza primaria en Numea poseía a su vez en 2008 13 605 niños en 590 clases, siendo más de un tercio del conjunto de enseñanza primaria neocaedonia (37 % de los alumnos y 33,5 % de las clases).

#### Enseñanza secundaria
Existen en la actualidad 8 colegios de enseñanza secundaria públicos en Numea, de los que 4 son así mismo secciones de enseñanza general y profesional (SEGPA) Ellos han acogido, durante el año escolar 2008, 5 950 colegiales en 260 clases, de los cuales 288 asistían a clases de Enseñanza general y profesional adaptada. Algunos de estos son, por orden de antigüedad:
- Colegio Georges Beaudoux: heredero del antiguo Colegio de Numea fundado en 181 luego convertido en el Colegio Colonial y después Colegio La Pérouse, instalado en su emplazamiento actual a comienzos del siglo XX. Las clases de primera, segunda y final fueron desplazadas a nuevos locales para formar el nuevo liceo La Pérouse en 1968 mientras que las clases inferiores permanecieron en las antiguas instalaciones, que fueron modernizadas en 1973 para formar el colegio Georges Beaudoux.[71] Se sitúa en el barrio de Artillería, cerca del centro de la ciudad.

- Colegio Jean Marotti: fundado con el nombre de Colegio de la Asa Vata en septiembre de 1973 como anexo del Liceo Lapérouse, devino un establecimiento autónomo en la reentrada de 1974 y tomó el nombre del escritor vernáculo Jean Mariotti a la muerte de este en 1975.[72]

#### Liceos
Con respecto a los liceos, la educación en Numea se divide de la siguiente forma:
Tres liceos públicos de enseñanza general y tecnológica en el Gran Numea en conjunto (de los cuales 2 están en Numea):
- Liceo del Gran Numea
- Liceo Jules Garnier
- Liceo La Pérouse

Tres liceos públicos de enseñanza profesional en Numea ( de los cuales uno es un liceo profesional e industrial y otro uno un liceo comercial y hotelero):
- Liceo comercial y hotelero Auguste Escoffier
- Liceo industrial Jules Garnier
- Liceo Petro Attiti

Existen 2 liceos de enseñanza general privados (uno católico, el otro protestante):
- Liceo Blaise Pascal (Dirección diocesana de la enseñanza católica)
- Liceo Do Kamo (Alianza escolar de la Iglesia Evangélica)

Y 2 liceos profesionales privados (ambos de la misma confesión que los anteriores respectivamente y pertenecientes a las mismas entidades antes mencionadas):
- Liceo profesional Saint-Joseph de Cluny
- Liceo profesional Do Kamo

#### Educación superior
Numea es considerada como una academia separada, no obstante no dispone de un rectorado sino de un vicerrectorado está relacionado con una academia de tutela metropolitana.
- La Universidad de Nueva Caledonia surgió en 1987 con el nombre de Universidad Francesa del Pacífico, repartida entre 2 centros universitarios: el de Nueva Caledonia y el de la Polinesia francesa, la sede administrativa estaba en Tahití. En 1999, los 2 centros se transformaron en sendas universidades autónomas y deviniendo la parte neocaledonia se convirtió en la Universidad de Nueva Caledonia (UNC). Se trata de la universidad más pequeña de Francia por sus efectivos, con 2 496 estudiantes en 2005, 78 profesores investigadores y profesores propiamente dichos y 52 agentes administrativos y de biblioteca. Se reparte entre tres sedes, todas ellas en Numea: 2 en Nouville al oeste, estas son el Departamento de Ciencias y Técnicas y el Departamento de Derecho, Gestión y Economía, y una en Magenta, la Facultad de Letras, Lenguas y Ciencias humanas. Está previsto reunir todos los departamentos en un solo gran campus en Nouville, los trabajos comenzaron en 2005. La universidad no ofrece formaciones de licenciatura, a excepción de una maestría profesional en desarrollo y acondicionamiento del territorio DEVTAT (un máster de derecho, abierto en 2005, fue cerrado en 2006). Las carreras que se ofrecen son: Matemática, informática, ciencias físicas, ciencias de la vida, ciencias de la Tierra, y ciencias del Universo (SVSTU), derecho, economía, gestión, administración pública, letras modernas, inglés, historia, geografía y lenguas oceánicas. Está igualmente abierto desde 2003 un primer año de medicina en colaboración con el Centro hospitalario universitario (CHU) del Hospital Pitié-Salpêtrière en París. Muchos diplomados en oficios también son enseñantes: geociencias, metalurgia, informática, revegetalización y gestión del medioambiente minero.

- Respecto a la enseñanza superior no universitaria, muchos BTS (en cuatro liceos), de clases preparatorias en las grandes escuelas científicas en física, tecnología y ciencias de la ingeniería (1 liceo). Finalmente, existe un IUFM del Pacífico común a las tres colectividades francesas del Pacífico sur (Nueva Caledonia, la Polinesia Francesa y Wallis y Futuna) cuyos servicios centrales así como la antena neocaledonia están situados en Nouville sobre un nuevo sitio abierto en 2005 cerca del campus universitario. Este prepara a los concursos de profesora de escuelas y profesores de liceos profesionales en Letras-historia y Inglés-letras, a los CAPES de Letras modernas, Historia-geografía, Inglés, Matemáticas y Ciencias de la Vida y de la Tierra finalmente al CAPEPS.

- Investigación: Además de la universidad, que dispone de muchos laboratorios notablemente en materia de biología vegetal u oceánica, existen en Numea muchos institutos de investigación, a saber:

- El instituto de investigación para el desarrollo (IRD): en el que los campos de investigación tocan también la biodiversidad, la biología oceánica, el estudio de la fauna y de la flora, la climatología o aún la historia y la arqueología con la participación en las misiones Lapérouse en Vanikoro.
- Sobre el mismo sitio está asentada la delegación del Instituto francés de investigación para la explotación del mar (IFREMER), está institución se dedica fundamentalmente a la investigación en acuicultura, y pues sobre todo a la ganadería de las gambas.
- El Instituto Pasteur

### Transportes
Numea es aterrizaje de muchos aviones por el Aeropuerto Internacional La Tontouta, a aproximadamente 50 km al norte, principalmente desde Tokio, Osaka, Seúl, Sídney, Brisbane y Auckland.

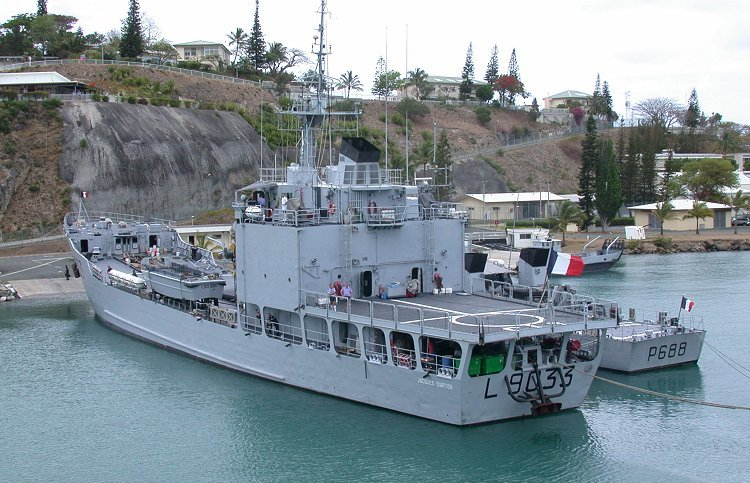
El barco de transporte ligero Jacques Cartier y el patrullero La Moqueuse, en su puerto de amarre de la base Chaleix de Numea.

El Aeropuerto de Magenta, situado en Numea, comunica a la ciudad con las islas vecinas, principalmente las Islas de la Lealtad y la Isla de los Pinos. El puerto de Numea recibe regularmente, y por cortos períodos, grandes paquebotes de lujo (Pacific Sky, Pacific Sun, en otra época el Pacific Princess...) a bordo de los cuales viajan esencialmente turistas australianos. Numea fue durante mucho tiempo el puerto de amarre del Club Med 2 antes de que este gran velero de lujo se fuese a las Antillas.
Transporte público
La ciudad de Numea dispone de una red de buses, gerenciada por el GIE Karuia bus, repartida en 9 líneas y 468 paradas. Es el único transporte público de la capital.
Existe por otro lado una red de taxis, reconocibles por sus colores (verde y blanco), con una tarifa de 101 francos del Pacífico por km (aproximadamente 85 céntimos de euro).
Pista de bicicletas
Se encuentra también en la ciudad una pista de bicicletas habilitada recientemente en Numea, que permite a los ciudadanos desplazarse en ese vehículo u otros medios de transporte ecológicos a fin de disminuir el tráfico automovilístico. La pista consta de 4 vías, 2 que se vuelcan a la derecha y otras 2 que se vuelcan a la izquierda. Se llama pista de bicicletas de Tina.

### Deportes

#### Fútbol
Hay 2 clubes de fútbol en Numea, el US Calédonienne y principalmente el AS Magenta Nikel, más conocido como AS Magenta.
Este último es el club más importante de la ciudad y uno de los más importantes del Territorio. Este club vivió pues una excepcional temporada en 2005, puesto que además de haber ganado la Copa de fútbol de Nueva Caledonia y el campeonato de fútbol de Nueva Caledonia, consiguió acceder a la final de la Liga de Campeones de la OFC en junio de ese años, después de haber obtenido el primer lugar en el grupo B y haberse impuesto 4-1 en la semifinal sobre el club tahitiano de AS Pirae que hacía no obstante las veces de local. De todas maneras, los numeanos perdieron el partido final el 10 de junio frente al club australiano Sydney FC por 2 a 0 a favor de este último. Aun así, siendo esta su primera participación en el campeonato de Oceanía, los neocaledonios lograron convertirse en la sorpresa del campeonato como subcampeones. Al momento de la edición siguiente del campeonato, el club terminó último de su grupo, habiendo salido victorioso en sólo un partido de tres.
Los entrenamientos del AS Magenta toman lugar en el estado Numa-Daly, llamado así estadio de Magenta, donde se efectúan también las finales de la copa del Campeonato de Nueva Caledonia así como los partidos internacionales con sede en el archipiélago.
Otro club, en los suburbios de Numea, es el AS Mont-Dore, un club particularmente importante de la Federación Neocaledonia de Fútbol, fue campeón de Nueva Caledonia en 2 ocasiones, el 2002 y el 2006, (este último año obteniendo también la Copa de Nueva Caledonia, que no habían conseguido en 2002), victorias que le permitieron disputar en cada vez la copa de los Territorios de Ultramar (TOM), perdiendo ambas veces ante un equipo de Tahití, la primera vez el AS Venus y la segunda el AS Tefana.
Estos clubes forman parte de la Federación neocaledonia de fútbol,y notablemente, de la Super Liga y de la Copa de Fútbol de Nueva Caledonia, creada en 1954, el fútbol es pues un deporte más bien popular entre los melanesios.

#### Deportes náuticos
Pero los deportes predilectos de los numeanos parecen ser los referidos a la náutica, en todas sus formas. En primer lugar, la recreación tiende un rol importante en una ciudad que dispone de numerosos sitios, como el Port Moselle, la Bahía del Orfanato, el Port Plaissance. Mas la navegación de altamar de competición está así mismo muy desarrollada, con notoriamente el Círculo náutico neocaledonio (CNC), sito en Port-Plaissance en la bahía del Orfanato. En esta bahía son organizados todos los miércoles a la noche la «Régate du crépuscule» (Regata del crepúsculo), y desde 1973 tiene lugar la carrera Numea - Port Vila que se desarrollaría en lo sucesivo todos los años pares. En los años 1950 y de nuevo desde 1974 hasta 1997, una carrera desde Sídney hasta Numea (luego desde Brisbane en las últimas ediciones) era organizada en colaboración entre el CNC y el Cruising Yacht Club of Australia. Las carreras de este tipo se multiplicaron con la competición Numea - Brisbane desde 1988 y la Auckland - Numea en colaboración con el Royal Akarana Yacht Club desde 2001, (solamente tres ediciones tuvieron lugar en 2001, 2002 y 2004 y un proyecto en curso para el 2008.
La base náutica de la Costa Blanca, en la bahía de Santa-María al sur de la península de Numea, es a su vez una importante sede del velero. Se ubican allí La Escuela provincial de Vela (EPV) que imparte en períodos escolares enseñanza gratuita a los alumnos de escuelas primarias, colegios secundarios y liceos educación naval gratuita a los escolares, colegiales y alumnos de liceos con respecto a la Educación física y deportiva (EPS). Al costado de este establecimiento se asientan clubes privados: La Sociedad de regatas neocaledonias (src), el Hobby Cat Club (HCC) para los Hobbie Cat (organización del campeonato mundial en 2002) y la asociación de Plancha a vela (APV) para la plancha a vela (organización del campeonato mundial de plancha a vela en 1999 y el funboard.
Más numerosos numeanos, notoriamente los más jóvenes, practican la vela en clubes, principalmente el funboard en las bahías de Magenta, de Santa María y la Asa Vata. Este deporte conoció su gloria esencialmente en los años 1990 con la orfanización de una etapa de la copa del mundo de este deporte, la Numea Cup, frecuentada por numerosos campeones internacionales: Robert Teriitehau (originario de Numea) o Robby Naish. Desde su comienzo en los años 1990, el kitesurf parece haber reemplazado al funboard y es particularmente practcado en la Pointe Magnin. Este último deporte es cada vez más popular, hecho que conllevó en parte a la organización cada año desde 2002 de una etapa del campeonato mundial de kitesurf en Numea: el Alcatel Kitesurf Pro.
Finalmente, cabe mencionar que existe en Numea un club de vaa'a, o piragua tahitiana, deporte esencialmente practicado por los polinesios.
A pesar de que no es un deporte náutico propiamente dicho, el buceo es también un deporte bastante popular dada la extraordinaria riqueza de la laguna caledoniana. Los principales sitios en los alrededores de Numea son el faro Amédée (con el Amédée D Diving Club), y el islote Maître.

#### Deportes hípicos
Otros deportes particularmente populares entre los neocaledonios, y notablemente en el seno de los descendientes de colonos (o Caldoches), es la equitación y las carreras. Así, los deportes hípicos fueron los primeros en organizarse en Nueva Caledonia, en el siglo XIX. Y si hay tendencia a decir que existe una relación particular entre el «Brusardo» (hombre blanco de la selva y practicante de una actividad rural esencialmente) y el caballo, es el mismo caso entre los hombres blancos numeanos, así, existen 2 clubes hípicos en Numea: El Étrier, el más importante y el más antiguo a la vez (fundado el 24 de agosto de 1947), y el de la Gourmette.
Las carreras de caballos son así mismo muy populares entre los descendientes de las «grandes familias» neocaledonias. El hipódromo de la Asa Vata en Numea, renombrado Henri Millard desde su renovación en los años 1990, existe desde el siglo XIX y acoge los principales eventos hípicos caledonianos: El Concurso Cellocal (concurso de obstáculos) y las carreras de caballos, la más prestigiosa de las cuales es la Copa Clark (en agosto) al curso de la cual es organizado principalmente un concurso entre los sombreros lucidos por las mujeres que asisten al evento.

#### Otros deportes
Otros deportes tradicionales olímpicos se practican en Numea: la natación con tres principales clubes basados cada uno en una piscina respectiva: El Olympique en la piscina olímpica del Ouen Toro (sur de Numea) el CNC, (del mismo nombre que el club náutico) en la piscina epónima de Port-Plaisance cerca de la bahía del Orfanato y el Club en la piscina y el barrio del mismo nombre (ambas últimas piscinas con una longitud de 25 m ). El ciclismo es a su vez un deporte muy popular en el seno de la población neocaledonia, y notablemente entre la blanca, desde fines del siglo XIX, ya sea el ciclismo de ruta (sobre las pistas para bicicletas situadas en el Paseo Pierre-Vernier o de Tina) o sobre pista (la principal situada en el estadio de Magenta).
El tenis es también un deporte bastante desarrollado en la capital, con los clubes de Mont-Coffyn y de Receiving. Numea acoge desde hace algunos años los Internacionales de Nueva Caledonia, torneo menor del circuito ATP y WTA.

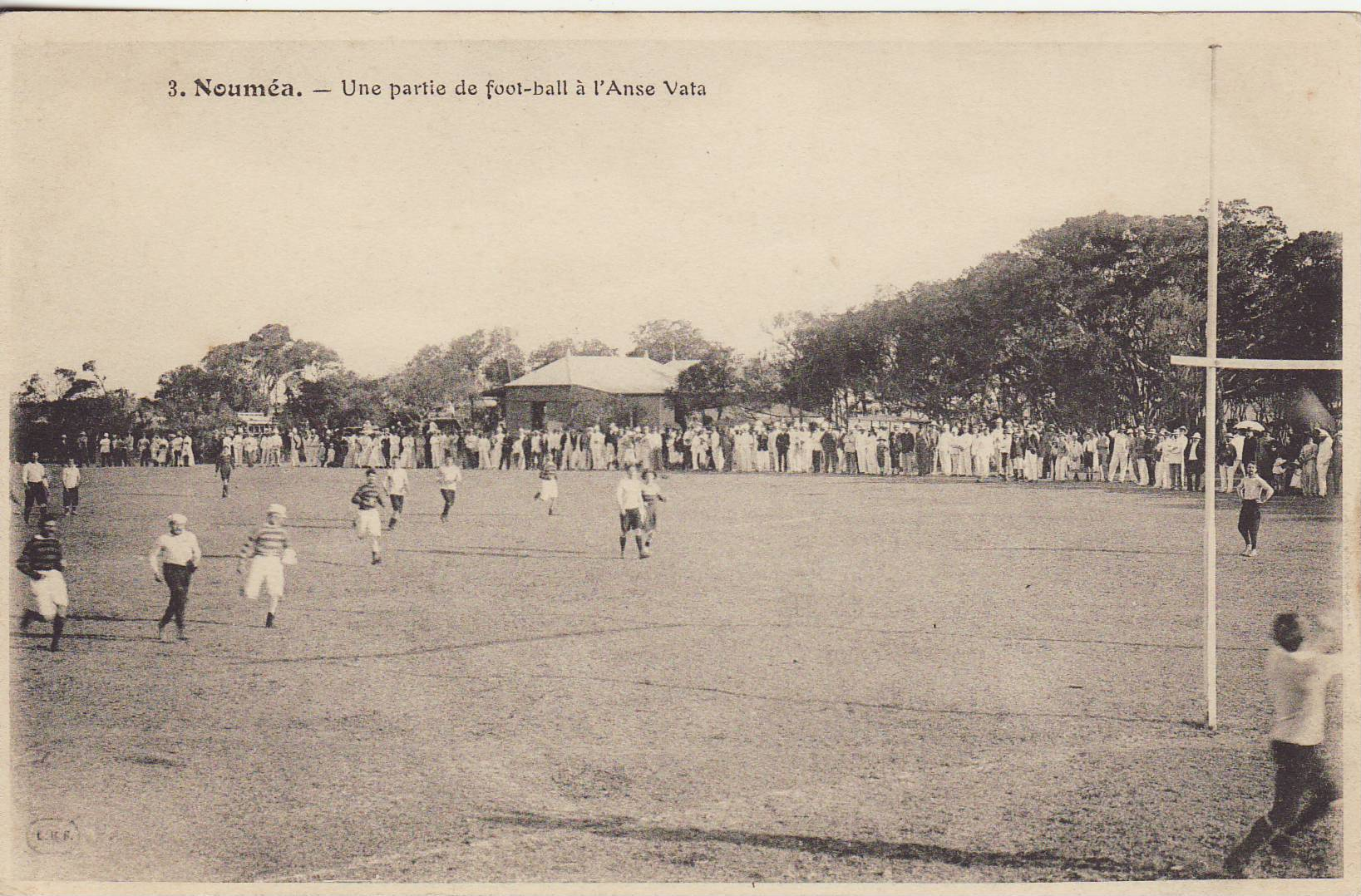
Primitivo partido de rugby en Numea en el.

Numerosos deportes presentes en Numea Caledonia son de origen anglosajón, demostrando la influencia de países tales como Australia sobre la población neocaledonia y sobre todo numeana. El golf es por ejemplo un deporte recientemente descubierto pero cada vez más popular en la ciudad y en el archipiélago entero, principalmente desde la abertura (1995-1997) del golf de Rina. Sino, en la aglomeración, en la periferia de la zona urbana, se ubica igualmente el golf de Dumbéa. En cuanto a los deportes colectivos, el críquet es muy popular entre los melanesios, el balonmano y el voleibol, son 2 deportes populares especialmente entre los polinesios (notoriamente wallisianos) y los melanesios, pero también el baloncesto y el béisbol, este último descubierto hace poco y aún muy poco desarrollado. El atletismo también está presente en la isla, bastante desarrollado, en clubes o bien entre particulares. La ciudad organiza cada año un maratón internacional que recibe a corredores el mundo entero pero esencialmente de la zona Asia-Pacífico (sobre todo Japón y Australia) y un triatlón internacional.
Por último, Numea ha sido sede de los Juegos de Pacífico sur, una serie de juegos olímpicos a escala del Pacífico Insular, en 2 ocasiones, 1966 y 1987, y ha sido escogida para albergar de nuevo estos juegos en 2011.

## Personalidades ligadas a la ciudad

### Nativos

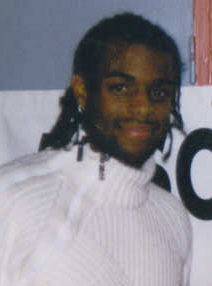
Frédéric Piquionne

- Francis Carco (1886): poeta y periodista francés.
- Alain Laubreaux (1899): escritor, periodista, crítico teatral y militante de la extrema derecha.
- Roger Frey (1913): secretario general de la Unión por la nueva república, ministro gaullista de 1960 a 1972 (principalmente como Ministro del Interior de 1961 a 1967 y presidente de Consejo constitucional de Francia de 1974 a 1983.
- Jean Lèques (1931): alcalde de Numea desde 1985.
- Jacques Lafleur (1932): exdiputado y líder histórico del antiindipendentismo en Nueva Caledonia.
- Collin Higgins (1941): realizador, guionista y productor estadounidense nacido en Numea, guionista del fil Harold y Maude
- Marie-France Cubadda (1947): periodista francesa, presentadora del noticiero televisivo de las 20 en TF1 de enero de 1986 a mayo de 1987, luego en La Cinq de septiembre de 1987 a 1988 alternando con Guillaume Durand.
- Wanaro N'Godrella (1949): tenista, llegado a los cuartos de final en el Abierto de Australia de 1972.
- Pierre Frogier (1950): político, diputado antiindependentista del RPR y luego del UMP desde 1996 y presidente del Rassemblement-UMP.
- Harold Martin (1954): político, presidente antiindependentista del gobierno de Nueva Caledonia y presidente del Avenir ensemble (Futuro juntos).
- Bernard Berger (1957): guionista y diseñador de bande-dessinée, autor de La Brousse en folie (La Selva en locura)
- Gaël Yanno (1961): político, diputado antiindependentista UMP desde 2007.
- Philip Schyle (1962): político autonomista polinesio, elegido en la Asamblea de la Polinesia francesa desde 2004 y expresidente de la Asamblea, elegido municipal desde 1989 y alcalde de Aure desde 2003, presidente del Fetia Api, secretario nacional encargado de ultramar en el Nuevo Centro desde mayo de 2008
- Antoine Kombouaré (1963): exfutbolista canaco y entrenador del Paris Saint-Germain.
- Dimitri Pelo (1985): jugador de rugby en XIII, alero en el equipo de los Dragons Catalans.
- Robert Teriitehau (1966): veliplanchista francés, triple campeón del monde en pista cubierta.
- Sotele Puleoto (1967): exjugador de rugby en XV, principalmente pilar del Biarritz olympique con el que fue campeón de Francia en 2002 y 2005.
- Catherine Devillers (1970): jugadora de rugby en XV, principalmente alera del USAT XV Toulouges y de la selección femenina francesa de rugby XV con la que obtuvo el Grand slam el Torneo de las Seis Naciones en 2002, 2004 y 2005.
- Lyonel Vaïtanaki (1970): jugador de rugby XV, segunda línea en el equipo de Racing Club Vuchy desde 2007, habiendo evolucionado antes en el seno del ASM Clermont.
- Jean-Jacques Taofifénua (1971): jugador de rugby XV, talonero en el equipo de USA Limohes y habiendo jugado y evolucionado en el ASM Clermont principalmente
- Laurent Gané (1973): ciclista de pista francés, doble campeón del mundo en velocidad individual, campeón del mundo de jeirin, cuádruple campeón del mundo por equipos y campeón olímpico de velocidad por equipos en 2000.
- Teiva Manutahi (1977): político autonomista polinesio, presidente del Porinetia Ora.
- Frédéric Piquionne (1978): futbolista francés de ascendencia martinica, delantero en el AS Mónaco.

### Fallecidos en Numea
- Adolphe Assi († 1886): obrero mecánico y personalidad de la Comuna, deportado a Numea en 1871 y liberado en 1880.
- Gaston Bourret († 1917): médico bacteriologista francés, enviado a Numea en 1917 como responsable del laboratorio de bacteriología del hospital al que le dio su nombre, falleció el mismo año de la peste.
- Dominique Bouet († 1990): antiguo jugador de rugby, pilar del US Dax y del XV de Francia.
- Maurice Lenormand († 2006), hombre político autonomista y luego independensita neocaledonio, líder de la Unión neocaledonia y hombre fuerte del territorio en los años 1950, 1960 y 1970

## Ciudades hermanadas
Las siguientes ciudades están hermanadas con Numea:
- Niza, Francia (desde 1985)[74]
- Costa Dorada, Australia (desde 1992)[75]
- Taupo, Nueva Zelanda (desde 1995)[76]